# Elecciones provinciales de Argentina de 2021
Las elecciones provinciales de Argentina de 2021 se realizaron en 13 de los 24 distritos del país. Los comicios tuvieron como objetivo renovar la mitad de las legislaturas provinciales y elegir gobernador en Corrientes y Santiago del Estero.
La cantidad de cargos a renovar varió por provincia. Algunas cuentan con legislativos bicamerales, por lo que se debió elegir diputados y senadores provinciales, y otros con legislaturas unicamerales. Chubut, Córdoba, Entre Ríos, La Pampa, Neuquén, Río Negro, San Juan, Santa Cruz, Santa Fe, Tierra del Fuego y Tucumán no renovaron ninguna institución provincial.

## Cronograma
| Distrito                          | Fecha                   | Gobernador       | Partido | Partido                    | Alianza nacional | Alianza nacional     | Diputados | Senadores | Convencionales |
| --------------------------------- | ----------------------- | ---------------- | ------- | -------------------------- | ---------------- | -------------------- | --------- | --------- | -------------- |
| Buenos Aires                      | 14 de noviembre de 2021 | No elige         | 46      | 23                         | No elige         |                      |           |           |                |
| Ciudad de Buenos Aires            | 14 de noviembre de 2021 | No elige         | 30      | No elige                   | No elige         |                      |           |           |                |
| Catamarca                         | 14 de noviembre de 2021 | No elige         | 21      | 8                          | No elige         |                      |           |           |                |
| Chaco                             | 14 de noviembre de 2021 | No elige         | 16      | No elige                   | No elige         |                      |           |           |                |
| Corrientes (Ver detalle)          | 29 de agosto de 2021    | Gustavo Valdés R |         | Unión Cívica Radical       |                  | Juntos por el Cambio | 15        | 5         | No elige       |
| Formosa                           | 14 de noviembre de 2021 | No elige         | 15      | No elige                   | No elige         |                      |           |           |                |
| Jujuy                             | 27 de junio de 2021     | No elige         | 24      | No elige                   | No elige         |                      |           |           |                |
| La Rioja                          | 14 de noviembre de 2021 | No elige         | 18      | No elige                   | No elige         |                      |           |           |                |
| Mendoza                           | 14 de noviembre de 2021 | No elige         | 24      | 19                         | No elige         |                      |           |           |                |
| Misiones                          | 6 de junio de 2021      | No elige         | 20      | No elige                   | No elige         |                      |           |           |                |
| Salta                             | 15 de agosto de 2021    | No elige         | 30      | 12                         | 60               |                      |           |           |                |
| San Luis                          | 14 de noviembre de 2021 | No elige         | 23      | 4                          | No elige         |                      |           |           |                |
| Santiago del Estero (Ver detalle) | 14 de noviembre de 2021 | Gerardo Zamora R |         | Frente Cívico por Santiago |                  | Frente de Todos      | 40        | No elige  | No elige       |
| R: Reelecto                       |                         |                  |         |                            |                  |                      |           |           |                |

## Buenos Aires

Secciones electorales de Buenos Aires:
1º Sección
2º Sección
3º Sección
4º Sección
5º Sección
6º Sección
7º Sección
8º Sección/Capital

| Sección Electoral | Cámara de Diputados | Cámara de Diputados | Senado    | Senado    |
| Sección Electoral | Diputados           | A renovar           | Senadores | A renovar |
| ----------------- | ------------------- | ------------------- | --------- | --------- |
| 1                 | 15                  | —                   | 8         | 8         |
| 2                 | 11                  | 11                  | 5         | —         |
| 3                 | 18                  | 18                  | 9         | —         |
| 4                 | 14                  | —                   | 7         | 7         |
| 5                 | 11                  | —                   | 5         | 5         |
| 6                 | 11                  | 11                  | 6         | —         |
| 7                 | 6                   | —                   | 3         | 3         |
| 8 - Capital       | 6                   | 6                   | 3         | —         |
| Total             | 92                  | 46                  | 46        | 23        |

### Cámara de Diputados
|  | 42,11 % |

|  | 37,21 % |

|  | 7,30 % |

|  | 6,58 % |

|  | 4,19 % |

|  | 2,61 % |

|  | 94,54 % |

|  | 4,46 % |

|  | 1,00 % |

|  | 70,43 % |

|  | 100 % |

#### Resultados por secciones electorales
|  | 52,04 % |

|  | 34,70 % |

|  | 5,20 % |

|  | 4,28 % |

|  | 3,79 % |

|  | 87,29 % |

|  | 11,70 % |

|  | 1,01 % |

|  | 73,55 % |

|  | 100 % |

|  | 45,67 % |

|  | 32,32 % |

|  | 7,70 % |

|  | 6,98 % |

|  | 4,21 % |

|  | 3,13 % |

|  | 96,18 % |

|  | 2,89 % |

|  | 0,93 % |

|  | 69,75 % |

|  | 100 % |

|  | 52,19 % |

|  | 28,87 % |

|  | 9,43 % |

|  | 5,74 % |

|  | 3,76 % |

|  | 89,37 % |

|  | 9,21 % |

|  | 1,42 % |

|  | 71,57 % |

|  | 100 % |

|  | 46,12 % |

|  | 34,64 % |

|  | 7,83 % |

|  | 6,97 % |

|  | 4,44 % |

|  | 95,10 % |

|  | 3,81 % |

|  | 1,09 % |

|  | 71,42 % |

|  | 100 % |

### Senado
|  | 42,62 % |

|  | 37,04 % |

|  | 7,49 % |

|  | 6,33 % |

|  | 4,36 % |

|  | 2,16 % |

|  | 94,38 % |

|  | 4,50 % |

|  | 1,12 % |

|  | 70,03 % |

|  | 100 % |

#### Resultados por secciones electorales
|  | 39,20 % |

|  | 39,00 % |

|  | 7,84 % |

|  | 7,05 % |

|  | 3,85 % |

|  | 3,06 % |

|  | 95,85 % |

|  | 3,10 % |

|  | 1,05 % |

|  | 69,80 % |

|  | 100 % |

|  | 50,06 % |

|  | 34,16 % |

|  | 6,32 % |

|  | 6,15 % |

|  | 3,32 % |

|  | 91,38 % |

|  | 7,61 % |

|  | 1,01 % |

|  | 73,98 % |

|  | 100 % |

|  | 51,10 % |

|  | 31,21 % |

|  | 6,77 % |

|  | 5,80 % |

|  | 5,12 % |

|  | 90,75 % |

|  | 7,84 % |

|  | 1,41 % |

|  | 68,61 % |

|  | 100 % |

|  | 51,04 % |

|  | 33,73 % |

|  | 6,79 % |

|  | 4,84 % |

|  | 3,60 % |

|  | 91,68 % |

|  | 7,00 % |

|  | 1,32 % |

|  | 72,90 % |

|  | 100 % |

## Ciudad Autónoma de Buenos Aires
|  | 46,83 % |

|  | 25,46 % |

|  | 16,74 % |

|  | 7,92 % |

|  | 3,05 % |

|  | 97,56 % |

|  | 1,21 % |

|  | 1,23 % |

|  | 65,67 % |

|  | 100 % |

## Catamarca

### Cámara de Diputados
|  | 50,32 % |

|  | 36,60 % |

|  | 5,45 % |

|  | 4,31 % |

|  | 3,32 % |

|  | 89,84 % |

|  | 8,70 % |

|  | 1,46 % |

|  | 69,36 % |

|  | 100 % |

### Cámara de Senadores
| Departamento             | Senadores | A renovar |
| ------------------------ | --------- | --------- |
| Ambato                   | 1         | —         |
| Ancasti                  | 1         | 1         |
| Andalgalá                | 1         | —         |
| Antofagasta de la Sierra | 1         | 1         |
| Belén                    | 1         | —         |
| Capayán                  | 1         | 1         |
| Capital                  | 1         | —         |
| El Alto                  | 1         | 1         |
| Fray Mamerto Esquiú      | 1         | —         |
| La Paz                   | 1         | 1         |
| Paclín                   | 1         | 1         |
| Pomán                    | 1         | —         |
| Santa María              | 1         | 1         |
| Santa Rosa               | 1         | —         |
| Tinogasta                | 1         | 1         |
| Valle Viejo              | 1         | —         |
| Total                    | 16        | 8         |

|  | 55,23 % |

|  | 37,41 % |

|  | 4,16 % |

|  | 3,19 % |

|  | 87,61 % |

|  | 11,08 % |

|  | 1,31 % |

|  | 73,62 % |

|  | 100 % |

#### Resultados por departamentos
|  | 55,39 % |

|  | 44,61 % |

|  | 93,85 % |

|  | 5,12 % |

|  | 1,02 % |

|  | 80,96 % |

|  | 100 % |

|  | 48,78 % |

|  | 42,32 % |

|  | 8,90 % |

|  | 94,63 % |

|  | 3,88 % |

|  | 1,49 % |

|  | 77,43 % |

|  | 100 % |

|  | 68,71 % |

|  | 31,29 % |

|  | 79,63 % |

|  | 19,00 % |

|  | 1,37 % |

|  | 66,56 % |

|  | 100 % |

|  | 68,54 % |

|  | 30,00 % |

|  | 1,45 % |

|  | 88,83 % |

|  | 10,10 % |

|  | 1,07 % |

|  | 78,82 % |

|  | 100 % |

|  | 56,61 % |

|  | 43,39 % |

|  | 87,93 % |

|  | 11,24 % |

|  | 0,83 % |

|  | 75,42 % |

|  | 100 % |

|  | 61,25 % |

|  | 36,67 % |

|  | 2,08 % |

|  | 95,26 % |

|  | 4,37 % |

|  | 0,38 % |

|  | 84,98 % |

|  | 100 % |

|  | 48,74 % |

|  | 32,29 % |

|  | 13,71 % |

|  | 5,26 % |

|  | 86,28 % |

|  | 11,83 % |

|  | 1,89 % |

|  | 73,14 % |

|  | 100 % |

|  | 50,62 % |

|  | 37,69 % |

|  | 11,69 % |

|  | 90,30 % |

|  | 8,21 % |

|  | 1,48 % |

|  | 72,42 % |

|  | 100 % |

## Chaco
En la provincia del Chaco se realizarán elecciones para renovar 16 diputados, la mitad de los 32 miembros de la Legislatura provincial.
|  | 43,34 % |

|  | 41,91 % |

|  | 7,65 % |

|  | 2,43 % |

|  | 1,97 % |

|  | 1,60 % |

|  | 1,11 % |

|  | 97,11 % |

|  | 1,67 % |

|  | 1,22 % |

|  | 66,22 % |

|  | 100 % |

## Formosa
| ← 2019 · Provincia de Formosa · 2023 → | ← 2019 · Provincia de Formosa · 2023 → | ← 2019 · Provincia de Formosa · 2023 → | ← 2019 · Provincia de Formosa · 2023 → | ← 2019 · Provincia de Formosa · 2023 → | ← 2019 · Provincia de Formosa · 2023 → | ← 2019 · Provincia de Formosa · 2023 → | ← 2019 · Provincia de Formosa · 2023 → | ← 2019 · Provincia de Formosa · 2023 → | ← 2019 · Provincia de Formosa · 2023 → |
| Lema | Lema                                   | Candidatos | Sublema                                | Sublema                                | Sublema                                | Sublema                                | Lema                                   | Lema                                   | Lema                                   |
| Lema | Lema                                   | Candidatos | Sublema                                | Votos                                  | %                                      | Bancas                                 | Votos                                  | %                                      | Bancas                                 |
| --- | -------------------------------------- | --- | -------------------------------------- | -------------------------------------- | -------------------------------------- | -------------------------------------- | -------------------------------------- | -------------------------------------- | -------------------------------------- |
| | Partido Justicialista                  | 1. Agustín Samaniego 2. Azucena del Valle Santillán 3. Rodrigo Emmanuel Vera 4. Viviana Griselda Guzmán 5. Aldo Ingolotti 6. Estela del Carmen Escobar 7. Rafael Alejandro Ceferino Navas 8. Delia Teresa del Carmen Galván 9. Jorge Román 10. Gladys Sara Alarcón 11. Ricardo Alberto Ramírez 12. Myrian Celeste Benítez León 13. Federico Torcuato Insausti 14. Fiama Soledad López 15. Fernando Gabriel Aranda   | Frente de Todos                        | 45.252                                 | 24,28                                  | 9/15                                   | 186.362                                | 56,91                                  | 9/15                                   |
| 17 de Octubre | Partido Justicialista                  | 1. Agustín Samaniego 2. Azucena del Valle Santillán 3. Rodrigo Emmanuel Vera 4. Viviana Griselda Guzmán 5. Aldo Ingolotti 6. Estela del Carmen Escobar 7. Rafael Alejandro Ceferino Navas 8. Delia Teresa del Carmen Galván 9. Jorge Román 10. Gladys Sara Alarcón 11. Ricardo Alberto Ramírez 12. Myrian Celeste Benítez León 13. Federico Torcuato Insausti 14. Fiama Soledad López 15. Fernando Gabriel Aranda   | 18.571                                 | 9,97                                   |                                        | 9/15                                   | 186.362                                | 56,91                                  | 9/15                                   |
| Movimiento Evita | Partido Justicialista                  | 1. Agustín Samaniego 2. Azucena del Valle Santillán 3. Rodrigo Emmanuel Vera 4. Viviana Griselda Guzmán 5. Aldo Ingolotti 6. Estela del Carmen Escobar 7. Rafael Alejandro Ceferino Navas 8. Delia Teresa del Carmen Galván 9. Jorge Román 10. Gladys Sara Alarcón 11. Ricardo Alberto Ramírez 12. Myrian Celeste Benítez León 13. Federico Torcuato Insausti 14. Fiama Soledad López 15. Fernando Gabriel Aranda   | 11.675                                 | 6,26                                   |                                        | 9/15                                   | 186.362                                | 56,91                                  | 9/15                                   |
| Unidos Venceremos | Partido Justicialista                  | 1. Agustín Samaniego 2. Azucena del Valle Santillán 3. Rodrigo Emmanuel Vera 4. Viviana Griselda Guzmán 5. Aldo Ingolotti 6. Estela del Carmen Escobar 7. Rafael Alejandro Ceferino Navas 8. Delia Teresa del Carmen Galván 9. Jorge Román 10. Gladys Sara Alarcón 11. Ricardo Alberto Ramírez 12. Myrian Celeste Benítez León 13. Federico Torcuato Insausti 14. Fiama Soledad López 15. Fernando Gabriel Aranda   | 10.318                                 | 5,54                                   |                                        | 9/15                                   | 186.362                                | 56,91                                  | 9/15                                   |
| Valores Ciudadanos | Partido Justicialista                  | 1. Agustín Samaniego 2. Azucena del Valle Santillán 3. Rodrigo Emmanuel Vera 4. Viviana Griselda Guzmán 5. Aldo Ingolotti 6. Estela del Carmen Escobar 7. Rafael Alejandro Ceferino Navas 8. Delia Teresa del Carmen Galván 9. Jorge Román 10. Gladys Sara Alarcón 11. Ricardo Alberto Ramírez 12. Myrian Celeste Benítez León 13. Federico Torcuato Insausti 14. Fiama Soledad López 15. Fernando Gabriel Aranda   | 10.268                                 | 5,51                                   |                                        | 9/15                                   | 186.362                                | 56,91                                  | 9/15                                   |
| Formosa para Todos | Partido Justicialista                  | 1. Agustín Samaniego 2. Azucena del Valle Santillán 3. Rodrigo Emmanuel Vera 4. Viviana Griselda Guzmán 5. Aldo Ingolotti 6. Estela del Carmen Escobar 7. Rafael Alejandro Ceferino Navas 8. Delia Teresa del Carmen Galván 9. Jorge Román 10. Gladys Sara Alarcón 11. Ricardo Alberto Ramírez 12. Myrian Celeste Benítez León 13. Federico Torcuato Insausti 14. Fiama Soledad López 15. Fernando Gabriel Aranda   | 7.379                                  | 3,96                                   |                                        | 9/15                                   | 186.362                                | 56,91                                  | 9/15                                   |
| G.I.L.D.O. 2021 | Partido Justicialista                  | 1. Agustín Samaniego 2. Azucena del Valle Santillán 3. Rodrigo Emmanuel Vera 4. Viviana Griselda Guzmán 5. Aldo Ingolotti 6. Estela del Carmen Escobar 7. Rafael Alejandro Ceferino Navas 8. Delia Teresa del Carmen Galván 9. Jorge Román 10. Gladys Sara Alarcón 11. Ricardo Alberto Ramírez 12. Myrian Celeste Benítez León 13. Federico Torcuato Insausti 14. Fiama Soledad López 15. Fernando Gabriel Aranda   | 6.163                                  | 3,31                                   |                                        | 9/15                                   | 186.362                                | 56,91                                  | 9/15                                   |
| Unidad y Compromiso 2021 | Partido Justicialista                  | 1. Agustín Samaniego 2. Azucena del Valle Santillán 3. Rodrigo Emmanuel Vera 4. Viviana Griselda Guzmán 5. Aldo Ingolotti 6. Estela del Carmen Escobar 7. Rafael Alejandro Ceferino Navas 8. Delia Teresa del Carmen Galván 9. Jorge Román 10. Gladys Sara Alarcón 11. Ricardo Alberto Ramírez 12. Myrian Celeste Benítez León 13. Federico Torcuato Insausti 14. Fiama Soledad López 15. Fernando Gabriel Aranda   | 5.202                                  | 2,79                                   |                                        | 9/15                                   | 186.362                                | 56,91                                  | 9/15                                   |
| Partido Tercera Posición | Partido Justicialista                  | 1. Agustín Samaniego 2. Azucena del Valle Santillán 3. Rodrigo Emmanuel Vera 4. Viviana Griselda Guzmán 5. Aldo Ingolotti 6. Estela del Carmen Escobar 7. Rafael Alejandro Ceferino Navas 8. Delia Teresa del Carmen Galván 9. Jorge Román 10. Gladys Sara Alarcón 11. Ricardo Alberto Ramírez 12. Myrian Celeste Benítez León 13. Federico Torcuato Insausti 14. Fiama Soledad López 15. Fernando Gabriel Aranda   | 4.443                                  | 2,38                                   |                                        | 9/15                                   | 186.362                                | 56,91                                  | 9/15                                   |
| Laburo por mi Barrio | Partido Justicialista                  | 1. Agustín Samaniego 2. Azucena del Valle Santillán 3. Rodrigo Emmanuel Vera 4. Viviana Griselda Guzmán 5. Aldo Ingolotti 6. Estela del Carmen Escobar 7. Rafael Alejandro Ceferino Navas 8. Delia Teresa del Carmen Galván 9. Jorge Román 10. Gladys Sara Alarcón 11. Ricardo Alberto Ramírez 12. Myrian Celeste Benítez León 13. Federico Torcuato Insausti 14. Fiama Soledad López 15. Fernando Gabriel Aranda   | 4.367                                  | 2,34                                   |                                        | 9/15                                   | 186.362                                | 56,91                                  | 9/15                                   |
| Nuestra Bandera | Partido Justicialista                  | 1. Agustín Samaniego 2. Azucena del Valle Santillán 3. Rodrigo Emmanuel Vera 4. Viviana Griselda Guzmán 5. Aldo Ingolotti 6. Estela del Carmen Escobar 7. Rafael Alejandro Ceferino Navas 8. Delia Teresa del Carmen Galván 9. Jorge Román 10. Gladys Sara Alarcón 11. Ricardo Alberto Ramírez 12. Myrian Celeste Benítez León 13. Federico Torcuato Insausti 14. Fiama Soledad López 15. Fernando Gabriel Aranda   | 4.248                                  | 2,28                                   |                                        | 9/15                                   | 186.362                                | 56,91                                  | 9/15                                   |
| Causa Provincial | Partido Justicialista                  | 1. Agustín Samaniego 2. Azucena del Valle Santillán 3. Rodrigo Emmanuel Vera 4. Viviana Griselda Guzmán 5. Aldo Ingolotti 6. Estela del Carmen Escobar 7. Rafael Alejandro Ceferino Navas 8. Delia Teresa del Carmen Galván 9. Jorge Román 10. Gladys Sara Alarcón 11. Ricardo Alberto Ramírez 12. Myrian Celeste Benítez León 13. Federico Torcuato Insausti 14. Fiama Soledad López 15. Fernando Gabriel Aranda   | 3.867                                  | 2,07                                   |                                        | 9/15                                   | 186.362                                | 56,91                                  | 9/15                                   |
| Primero Formosa | Partido Justicialista                  | 1. Agustín Samaniego 2. Azucena del Valle Santillán 3. Rodrigo Emmanuel Vera 4. Viviana Griselda Guzmán 5. Aldo Ingolotti 6. Estela del Carmen Escobar 7. Rafael Alejandro Ceferino Navas 8. Delia Teresa del Carmen Galván 9. Jorge Román 10. Gladys Sara Alarcón 11. Ricardo Alberto Ramírez 12. Myrian Celeste Benítez León 13. Federico Torcuato Insausti 14. Fiama Soledad López 15. Fernando Gabriel Aranda   | 3.795                                  | 2,04                                   |                                        | 9/15                                   | 186.362                                | 56,91                                  | 9/15                                   |
| Desarrollo en Acción | Partido Justicialista                  | 1. Agustín Samaniego 2. Azucena del Valle Santillán 3. Rodrigo Emmanuel Vera 4. Viviana Griselda Guzmán 5. Aldo Ingolotti 6. Estela del Carmen Escobar 7. Rafael Alejandro Ceferino Navas 8. Delia Teresa del Carmen Galván 9. Jorge Román 10. Gladys Sara Alarcón 11. Ricardo Alberto Ramírez 12. Myrian Celeste Benítez León 13. Federico Torcuato Insausti 14. Fiama Soledad López 15. Fernando Gabriel Aranda   | 3.679                                  | 1,97                                   |                                        | 9/15                                   | 186.362                                | 56,91                                  | 9/15                                   |
| Formosa 2021 | Partido Justicialista                  | 1. Agustín Samaniego 2. Azucena del Valle Santillán 3. Rodrigo Emmanuel Vera 4. Viviana Griselda Guzmán 5. Aldo Ingolotti 6. Estela del Carmen Escobar 7. Rafael Alejandro Ceferino Navas 8. Delia Teresa del Carmen Galván 9. Jorge Román 10. Gladys Sara Alarcón 11. Ricardo Alberto Ramírez 12. Myrian Celeste Benítez León 13. Federico Torcuato Insausti 14. Fiama Soledad López 15. Fernando Gabriel Aranda   | 3.295                                  | 1,77                                   |                                        | 9/15                                   | 186.362                                | 56,91                                  | 9/15                                   |
| Compromiso Formoseño | Partido Justicialista                  | 1. Agustín Samaniego 2. Azucena del Valle Santillán 3. Rodrigo Emmanuel Vera 4. Viviana Griselda Guzmán 5. Aldo Ingolotti 6. Estela del Carmen Escobar 7. Rafael Alejandro Ceferino Navas 8. Delia Teresa del Carmen Galván 9. Jorge Román 10. Gladys Sara Alarcón 11. Ricardo Alberto Ramírez 12. Myrian Celeste Benítez León 13. Federico Torcuato Insausti 14. Fiama Soledad López 15. Fernando Gabriel Aranda   | 3.001                                  | 1,61                                   |                                        | 9/15                                   | 186.362                                | 56,91                                  | 9/15                                   |
| N.E.S.T.O.R. Vive | Partido Justicialista                  | 1. Agustín Samaniego 2. Azucena del Valle Santillán 3. Rodrigo Emmanuel Vera 4. Viviana Griselda Guzmán 5. Aldo Ingolotti 6. Estela del Carmen Escobar 7. Rafael Alejandro Ceferino Navas 8. Delia Teresa del Carmen Galván 9. Jorge Román 10. Gladys Sara Alarcón 11. Ricardo Alberto Ramírez 12. Myrian Celeste Benítez León 13. Federico Torcuato Insausti 14. Fiama Soledad López 15. Fernando Gabriel Aranda   | 2.582                                  | 1,39                                   |                                        | 9/15                                   | 186.362                                | 56,91                                  | 9/15                                   |
| Formosa tu Ciudad | Partido Justicialista                  | 1. Agustín Samaniego 2. Azucena del Valle Santillán 3. Rodrigo Emmanuel Vera 4. Viviana Griselda Guzmán 5. Aldo Ingolotti 6. Estela del Carmen Escobar 7. Rafael Alejandro Ceferino Navas 8. Delia Teresa del Carmen Galván 9. Jorge Román 10. Gladys Sara Alarcón 11. Ricardo Alberto Ramírez 12. Myrian Celeste Benítez León 13. Federico Torcuato Insausti 14. Fiama Soledad López 15. Fernando Gabriel Aranda   | 2.333                                  | 1,25                                   |                                        | 9/15                                   | 186.362                                | 56,91                                  | 9/15                                   |
| Partido Intransigente | Partido Justicialista                  | 1. Agustín Samaniego 2. Azucena del Valle Santillán 3. Rodrigo Emmanuel Vera 4. Viviana Griselda Guzmán 5. Aldo Ingolotti 6. Estela del Carmen Escobar 7. Rafael Alejandro Ceferino Navas 8. Delia Teresa del Carmen Galván 9. Jorge Román 10. Gladys Sara Alarcón 11. Ricardo Alberto Ramírez 12. Myrian Celeste Benítez León 13. Federico Torcuato Insausti 14. Fiama Soledad López 15. Fernando Gabriel Aranda   | 2.020                                  | 1,08                                   |                                        | 9/15                                   | 186.362                                | 56,91                                  | 9/15                                   |
| Aires de Progreso | Partido Justicialista                  | 1. Agustín Samaniego 2. Azucena del Valle Santillán 3. Rodrigo Emmanuel Vera 4. Viviana Griselda Guzmán 5. Aldo Ingolotti 6. Estela del Carmen Escobar 7. Rafael Alejandro Ceferino Navas 8. Delia Teresa del Carmen Galván 9. Jorge Román 10. Gladys Sara Alarcón 11. Ricardo Alberto Ramírez 12. Myrian Celeste Benítez León 13. Federico Torcuato Insausti 14. Fiama Soledad López 15. Fernando Gabriel Aranda   | 1.971                                  | 1,06                                   |                                        | 9/15                                   | 186.362                                | 56,91                                  | 9/15                                   |
| Militantes en Acción | Partido Justicialista                  | 1. Agustín Samaniego 2. Azucena del Valle Santillán 3. Rodrigo Emmanuel Vera 4. Viviana Griselda Guzmán 5. Aldo Ingolotti 6. Estela del Carmen Escobar 7. Rafael Alejandro Ceferino Navas 8. Delia Teresa del Carmen Galván 9. Jorge Román 10. Gladys Sara Alarcón 11. Ricardo Alberto Ramírez 12. Myrian Celeste Benítez León 13. Federico Torcuato Insausti 14. Fiama Soledad López 15. Fernando Gabriel Aranda   | 1.942                                  | 1,04                                   |                                        | 9/15                                   | 186.362                                | 56,91                                  | 9/15                                   |
| Lealtad Peronista | Partido Justicialista                  | 1. Agustín Samaniego 2. Azucena del Valle Santillán 3. Rodrigo Emmanuel Vera 4. Viviana Griselda Guzmán 5. Aldo Ingolotti 6. Estela del Carmen Escobar 7. Rafael Alejandro Ceferino Navas 8. Delia Teresa del Carmen Galván 9. Jorge Román 10. Gladys Sara Alarcón 11. Ricardo Alberto Ramírez 12. Myrian Celeste Benítez León 13. Federico Torcuato Insausti 14. Fiama Soledad López 15. Fernando Gabriel Aranda   | 1.914                                  | 1,03                                   |                                        | 9/15                                   | 186.362                                | 56,91                                  | 9/15                                   |
| Movimiento Peronista | Partido Justicialista                  | 1. Agustín Samaniego 2. Azucena del Valle Santillán 3. Rodrigo Emmanuel Vera 4. Viviana Griselda Guzmán 5. Aldo Ingolotti 6. Estela del Carmen Escobar 7. Rafael Alejandro Ceferino Navas 8. Delia Teresa del Carmen Galván 9. Jorge Román 10. Gladys Sara Alarcón 11. Ricardo Alberto Ramírez 12. Myrian Celeste Benítez León 13. Federico Torcuato Insausti 14. Fiama Soledad López 15. Fernando Gabriel Aranda   | 1.856                                  | 1,00                                   |                                        | 9/15                                   | 186.362                                | 56,91                                  | 9/15                                   |
| Techos Azules | Partido Justicialista                  | 1. Agustín Samaniego 2. Azucena del Valle Santillán 3. Rodrigo Emmanuel Vera 4. Viviana Griselda Guzmán 5. Aldo Ingolotti 6. Estela del Carmen Escobar 7. Rafael Alejandro Ceferino Navas 8. Delia Teresa del Carmen Galván 9. Jorge Román 10. Gladys Sara Alarcón 11. Ricardo Alberto Ramírez 12. Myrian Celeste Benítez León 13. Federico Torcuato Insausti 14. Fiama Soledad López 15. Fernando Gabriel Aranda   | 1.713                                  | 0,92                                   |                                        | 9/15                                   | 186.362                                | 56,91                                  | 9/15                                   |
| Juventud Unida para el Cambio | Partido Justicialista                  | 1. Agustín Samaniego 2. Azucena del Valle Santillán 3. Rodrigo Emmanuel Vera 4. Viviana Griselda Guzmán 5. Aldo Ingolotti 6. Estela del Carmen Escobar 7. Rafael Alejandro Ceferino Navas 8. Delia Teresa del Carmen Galván 9. Jorge Román 10. Gladys Sara Alarcón 11. Ricardo Alberto Ramírez 12. Myrian Celeste Benítez León 13. Federico Torcuato Insausti 14. Fiama Soledad López 15. Fernando Gabriel Aranda   | 1.642                                  | 0,88                                   |                                        | 9/15                                   | 186.362                                | 56,91                                  | 9/15                                   |
| Juntos Podemos | Partido Justicialista                  | 1. Agustín Samaniego 2. Azucena del Valle Santillán 3. Rodrigo Emmanuel Vera 4. Viviana Griselda Guzmán 5. Aldo Ingolotti 6. Estela del Carmen Escobar 7. Rafael Alejandro Ceferino Navas 8. Delia Teresa del Carmen Galván 9. Jorge Román 10. Gladys Sara Alarcón 11. Ricardo Alberto Ramírez 12. Myrian Celeste Benítez León 13. Federico Torcuato Insausti 14. Fiama Soledad López 15. Fernando Gabriel Aranda   | 1.558                                  | 0,84                                   |                                        | 9/15                                   | 186.362                                | 56,91                                  | 9/15                                   |
| Acción y Crecimiento | Partido Justicialista                  | 1. Agustín Samaniego 2. Azucena del Valle Santillán 3. Rodrigo Emmanuel Vera 4. Viviana Griselda Guzmán 5. Aldo Ingolotti 6. Estela del Carmen Escobar 7. Rafael Alejandro Ceferino Navas 8. Delia Teresa del Carmen Galván 9. Jorge Román 10. Gladys Sara Alarcón 11. Ricardo Alberto Ramírez 12. Myrian Celeste Benítez León 13. Federico Torcuato Insausti 14. Fiama Soledad López 15. Fernando Gabriel Aranda   | 1.537                                  | 0,82                                   |                                        | 9/15                                   | 186.362                                | 56,91                                  | 9/15                                   |
| Agrupación Solidaridad | Partido Justicialista                  | 1. Agustín Samaniego 2. Azucena del Valle Santillán 3. Rodrigo Emmanuel Vera 4. Viviana Griselda Guzmán 5. Aldo Ingolotti 6. Estela del Carmen Escobar 7. Rafael Alejandro Ceferino Navas 8. Delia Teresa del Carmen Galván 9. Jorge Román 10. Gladys Sara Alarcón 11. Ricardo Alberto Ramírez 12. Myrian Celeste Benítez León 13. Federico Torcuato Insausti 14. Fiama Soledad López 15. Fernando Gabriel Aranda   | 1.511                                  | 0,81                                   |                                        | 9/15                                   | 186.362                                | 56,91                                  | 9/15                                   |
| Jóvenes en Acción | Partido Justicialista                  | 1. Agustín Samaniego 2. Azucena del Valle Santillán 3. Rodrigo Emmanuel Vera 4. Viviana Griselda Guzmán 5. Aldo Ingolotti 6. Estela del Carmen Escobar 7. Rafael Alejandro Ceferino Navas 8. Delia Teresa del Carmen Galván 9. Jorge Román 10. Gladys Sara Alarcón 11. Ricardo Alberto Ramírez 12. Myrian Celeste Benítez León 13. Federico Torcuato Insausti 14. Fiama Soledad López 15. Fernando Gabriel Aranda   | 1.481                                  | 0,79                                   |                                        | 9/15                                   | 186.362                                | 56,91                                  | 9/15                                   |
| Solidaridad | Partido Justicialista                  | 1. Agustín Samaniego 2. Azucena del Valle Santillán 3. Rodrigo Emmanuel Vera 4. Viviana Griselda Guzmán 5. Aldo Ingolotti 6. Estela del Carmen Escobar 7. Rafael Alejandro Ceferino Navas 8. Delia Teresa del Carmen Galván 9. Jorge Román 10. Gladys Sara Alarcón 11. Ricardo Alberto Ramírez 12. Myrian Celeste Benítez León 13. Federico Torcuato Insausti 14. Fiama Soledad López 15. Fernando Gabriel Aranda   | 1.478                                  | 0,79                                   |                                        | 9/15                                   | 186.362                                | 56,91                                  | 9/15                                   |
| Unidos por la Fe | Partido Justicialista                  | 1. Agustín Samaniego 2. Azucena del Valle Santillán 3. Rodrigo Emmanuel Vera 4. Viviana Griselda Guzmán 5. Aldo Ingolotti 6. Estela del Carmen Escobar 7. Rafael Alejandro Ceferino Navas 8. Delia Teresa del Carmen Galván 9. Jorge Román 10. Gladys Sara Alarcón 11. Ricardo Alberto Ramírez 12. Myrian Celeste Benítez León 13. Federico Torcuato Insausti 14. Fiama Soledad López 15. Fernando Gabriel Aranda   | 1.309                                  | 0,70                                   |                                        | 9/15                                   | 186.362                                | 56,91                                  | 9/15                                   |
| Partido de la Concertación FORJA | Partido Justicialista                  | 1. Agustín Samaniego 2. Azucena del Valle Santillán 3. Rodrigo Emmanuel Vera 4. Viviana Griselda Guzmán 5. Aldo Ingolotti 6. Estela del Carmen Escobar 7. Rafael Alejandro Ceferino Navas 8. Delia Teresa del Carmen Galván 9. Jorge Román 10. Gladys Sara Alarcón 11. Ricardo Alberto Ramírez 12. Myrian Celeste Benítez León 13. Federico Torcuato Insausti 14. Fiama Soledad López 15. Fernando Gabriel Aranda   | 1.273                                  | 0,68                                   |                                        | 9/15                                   | 186.362                                | 56,91                                  | 9/15                                   |
| Agrupación Vamos Juntos Compañeros | Partido Justicialista                  | 1. Agustín Samaniego 2. Azucena del Valle Santillán 3. Rodrigo Emmanuel Vera 4. Viviana Griselda Guzmán 5. Aldo Ingolotti 6. Estela del Carmen Escobar 7. Rafael Alejandro Ceferino Navas 8. Delia Teresa del Carmen Galván 9. Jorge Román 10. Gladys Sara Alarcón 11. Ricardo Alberto Ramírez 12. Myrian Celeste Benítez León 13. Federico Torcuato Insausti 14. Fiama Soledad López 15. Fernando Gabriel Aranda   | 1.158                                  | 0,62                                   |                                        | 9/15                                   | 186.362                                | 56,91                                  | 9/15                                   |
| Fuerza Joven Peronista | Partido Justicialista                  | 1. Agustín Samaniego 2. Azucena del Valle Santillán 3. Rodrigo Emmanuel Vera 4. Viviana Griselda Guzmán 5. Aldo Ingolotti 6. Estela del Carmen Escobar 7. Rafael Alejandro Ceferino Navas 8. Delia Teresa del Carmen Galván 9. Jorge Román 10. Gladys Sara Alarcón 11. Ricardo Alberto Ramírez 12. Myrian Celeste Benítez León 13. Federico Torcuato Insausti 14. Fiama Soledad López 15. Fernando Gabriel Aranda   | 1.028                                  | 0,55                                   |                                        | 9/15                                   | 186.362                                | 56,91                                  | 9/15                                   |
| Es hoy Jóvenes | Partido Justicialista                  | 1. Agustín Samaniego 2. Azucena del Valle Santillán 3. Rodrigo Emmanuel Vera 4. Viviana Griselda Guzmán 5. Aldo Ingolotti 6. Estela del Carmen Escobar 7. Rafael Alejandro Ceferino Navas 8. Delia Teresa del Carmen Galván 9. Jorge Román 10. Gladys Sara Alarcón 11. Ricardo Alberto Ramírez 12. Myrian Celeste Benítez León 13. Federico Torcuato Insausti 14. Fiama Soledad López 15. Fernando Gabriel Aranda   | 993                                    | 0,53                                   |                                        | 9/15                                   | 186.362                                | 56,91                                  | 9/15                                   |
| Kolina Formosa | Partido Justicialista                  | 1. Agustín Samaniego 2. Azucena del Valle Santillán 3. Rodrigo Emmanuel Vera 4. Viviana Griselda Guzmán 5. Aldo Ingolotti 6. Estela del Carmen Escobar 7. Rafael Alejandro Ceferino Navas 8. Delia Teresa del Carmen Galván 9. Jorge Román 10. Gladys Sara Alarcón 11. Ricardo Alberto Ramírez 12. Myrian Celeste Benítez León 13. Federico Torcuato Insausti 14. Fiama Soledad López 15. Fernando Gabriel Aranda   | 932                                    | 0,50                                   |                                        | 9/15                                   | 186.362                                | 56,91                                  | 9/15                                   |
| Entre Todos | Partido Justicialista                  | 1. Agustín Samaniego 2. Azucena del Valle Santillán 3. Rodrigo Emmanuel Vera 4. Viviana Griselda Guzmán 5. Aldo Ingolotti 6. Estela del Carmen Escobar 7. Rafael Alejandro Ceferino Navas 8. Delia Teresa del Carmen Galván 9. Jorge Román 10. Gladys Sara Alarcón 11. Ricardo Alberto Ramírez 12. Myrian Celeste Benítez León 13. Federico Torcuato Insausti 14. Fiama Soledad López 15. Fernando Gabriel Aranda   | 909                                    | 0,49                                   |                                        | 9/15                                   | 186.362                                | 56,91                                  | 9/15                                   |
| Lealtad y Compromiso | Partido Justicialista                  | 1. Agustín Samaniego 2. Azucena del Valle Santillán 3. Rodrigo Emmanuel Vera 4. Viviana Griselda Guzmán 5. Aldo Ingolotti 6. Estela del Carmen Escobar 7. Rafael Alejandro Ceferino Navas 8. Delia Teresa del Carmen Galván 9. Jorge Román 10. Gladys Sara Alarcón 11. Ricardo Alberto Ramírez 12. Myrian Celeste Benítez León 13. Federico Torcuato Insausti 14. Fiama Soledad López 15. Fernando Gabriel Aranda   | 822                                    | 0,44                                   |                                        | 9/15                                   | 186.362                                | 56,91                                  | 9/15                                   |
| Movimiento de Recuperación Popular | Partido Justicialista                  | 1. Agustín Samaniego 2. Azucena del Valle Santillán 3. Rodrigo Emmanuel Vera 4. Viviana Griselda Guzmán 5. Aldo Ingolotti 6. Estela del Carmen Escobar 7. Rafael Alejandro Ceferino Navas 8. Delia Teresa del Carmen Galván 9. Jorge Román 10. Gladys Sara Alarcón 11. Ricardo Alberto Ramírez 12. Myrian Celeste Benítez León 13. Federico Torcuato Insausti 14. Fiama Soledad López 15. Fernando Gabriel Aranda   | 714                                    | 0,38                                   |                                        | 9/15                                   | 186.362                                | 56,91                                  | 9/15                                   |
| Movimiento por Formosa | Partido Justicialista                  | 1. Agustín Samaniego 2. Azucena del Valle Santillán 3. Rodrigo Emmanuel Vera 4. Viviana Griselda Guzmán 5. Aldo Ingolotti 6. Estela del Carmen Escobar 7. Rafael Alejandro Ceferino Navas 8. Delia Teresa del Carmen Galván 9. Jorge Román 10. Gladys Sara Alarcón 11. Ricardo Alberto Ramírez 12. Myrian Celeste Benítez León 13. Federico Torcuato Insausti 14. Fiama Soledad López 15. Fernando Gabriel Aranda   | 678                                    | 0,36                                   |                                        | 9/15                                   | 186.362                                | 56,91                                  | 9/15                                   |
| La Nueva Marcha | Partido Justicialista                  | 1. Agustín Samaniego 2. Azucena del Valle Santillán 3. Rodrigo Emmanuel Vera 4. Viviana Griselda Guzmán 5. Aldo Ingolotti 6. Estela del Carmen Escobar 7. Rafael Alejandro Ceferino Navas 8. Delia Teresa del Carmen Galván 9. Jorge Román 10. Gladys Sara Alarcón 11. Ricardo Alberto Ramírez 12. Myrian Celeste Benítez León 13. Federico Torcuato Insausti 14. Fiama Soledad López 15. Fernando Gabriel Aranda   | 650                                    | 0,35                                   |                                        | 9/15                                   | 186.362                                | 56,91                                  | 9/15                                   |
| Frente para todos los Formoseños | Partido Justicialista                  | 1. Agustín Samaniego 2. Azucena del Valle Santillán 3. Rodrigo Emmanuel Vera 4. Viviana Griselda Guzmán 5. Aldo Ingolotti 6. Estela del Carmen Escobar 7. Rafael Alejandro Ceferino Navas 8. Delia Teresa del Carmen Galván 9. Jorge Román 10. Gladys Sara Alarcón 11. Ricardo Alberto Ramírez 12. Myrian Celeste Benítez León 13. Federico Torcuato Insausti 14. Fiama Soledad López 15. Fernando Gabriel Aranda   | 639                                    | 0,34                                   |                                        | 9/15                                   | 186.362                                | 56,91                                  | 9/15                                   |
| Armonía Urbana | Partido Justicialista                  | 1. Agustín Samaniego 2. Azucena del Valle Santillán 3. Rodrigo Emmanuel Vera 4. Viviana Griselda Guzmán 5. Aldo Ingolotti 6. Estela del Carmen Escobar 7. Rafael Alejandro Ceferino Navas 8. Delia Teresa del Carmen Galván 9. Jorge Román 10. Gladys Sara Alarcón 11. Ricardo Alberto Ramírez 12. Myrian Celeste Benítez León 13. Federico Torcuato Insausti 14. Fiama Soledad López 15. Fernando Gabriel Aranda   | 585                                    | 0,31                                   |                                        | 9/15                                   | 186.362                                | 56,91                                  | 9/15                                   |
| Partido para el Hombre Nuevo | Partido Justicialista                  | 1. Agustín Samaniego 2. Azucena del Valle Santillán 3. Rodrigo Emmanuel Vera 4. Viviana Griselda Guzmán 5. Aldo Ingolotti 6. Estela del Carmen Escobar 7. Rafael Alejandro Ceferino Navas 8. Delia Teresa del Carmen Galván 9. Jorge Román 10. Gladys Sara Alarcón 11. Ricardo Alberto Ramírez 12. Myrian Celeste Benítez León 13. Federico Torcuato Insausti 14. Fiama Soledad López 15. Fernando Gabriel Aranda   | 563                                    | 0,30                                   |                                        | 9/15                                   | 186.362                                | 56,91                                  | 9/15                                   |
| Movimiento de Acción Vecinal | Partido Justicialista                  | 1. Agustín Samaniego 2. Azucena del Valle Santillán 3. Rodrigo Emmanuel Vera 4. Viviana Griselda Guzmán 5. Aldo Ingolotti 6. Estela del Carmen Escobar 7. Rafael Alejandro Ceferino Navas 8. Delia Teresa del Carmen Galván 9. Jorge Román 10. Gladys Sara Alarcón 11. Ricardo Alberto Ramírez 12. Myrian Celeste Benítez León 13. Federico Torcuato Insausti 14. Fiama Soledad López 15. Fernando Gabriel Aranda   | 531                                    | 0,28                                   |                                        | 9/15                                   | 186.362                                | 56,91                                  | 9/15                                   |
| Unidad y Participación Barrial | Partido Justicialista                  | 1. Agustín Samaniego 2. Azucena del Valle Santillán 3. Rodrigo Emmanuel Vera 4. Viviana Griselda Guzmán 5. Aldo Ingolotti 6. Estela del Carmen Escobar 7. Rafael Alejandro Ceferino Navas 8. Delia Teresa del Carmen Galván 9. Jorge Román 10. Gladys Sara Alarcón 11. Ricardo Alberto Ramírez 12. Myrian Celeste Benítez León 13. Federico Torcuato Insausti 14. Fiama Soledad López 15. Fernando Gabriel Aranda   | 522                                    | 0,28                                   |                                        | 9/15                                   | 186.362                                | 56,91                                  | 9/15                                   |
| Partido Auténtico Formoseño | Partido Justicialista                  | 1. Agustín Samaniego 2. Azucena del Valle Santillán 3. Rodrigo Emmanuel Vera 4. Viviana Griselda Guzmán 5. Aldo Ingolotti 6. Estela del Carmen Escobar 7. Rafael Alejandro Ceferino Navas 8. Delia Teresa del Carmen Galván 9. Jorge Román 10. Gladys Sara Alarcón 11. Ricardo Alberto Ramírez 12. Myrian Celeste Benítez León 13. Federico Torcuato Insausti 14. Fiama Soledad López 15. Fernando Gabriel Aranda   | 464                                    | 0,25                                   |                                        | 9/15                                   | 186.362                                | 56,91                                  | 9/15                                   |
| Nuevo Encuentro | Partido Justicialista                  | 1. Agustín Samaniego 2. Azucena del Valle Santillán 3. Rodrigo Emmanuel Vera 4. Viviana Griselda Guzmán 5. Aldo Ingolotti 6. Estela del Carmen Escobar 7. Rafael Alejandro Ceferino Navas 8. Delia Teresa del Carmen Galván 9. Jorge Román 10. Gladys Sara Alarcón 11. Ricardo Alberto Ramírez 12. Myrian Celeste Benítez León 13. Federico Torcuato Insausti 14. Fiama Soledad López 15. Fernando Gabriel Aranda   | 411                                    | 0,22                                   |                                        | 9/15                                   | 186.362                                | 56,91                                  | 9/15                                   |
| Partido Autonomista | Partido Justicialista                  | 1. Agustín Samaniego 2. Azucena del Valle Santillán 3. Rodrigo Emmanuel Vera 4. Viviana Griselda Guzmán 5. Aldo Ingolotti 6. Estela del Carmen Escobar 7. Rafael Alejandro Ceferino Navas 8. Delia Teresa del Carmen Galván 9. Jorge Román 10. Gladys Sara Alarcón 11. Ricardo Alberto Ramírez 12. Myrian Celeste Benítez León 13. Federico Torcuato Insausti 14. Fiama Soledad López 15. Fernando Gabriel Aranda   | 346                                    | 0,19                                   |                                        | 9/15                                   | 186.362                                | 56,91                                  | 9/15                                   |
| T.O.P.A.C.I.O. | Partido Justicialista                  | 1. Agustín Samaniego 2. Azucena del Valle Santillán 3. Rodrigo Emmanuel Vera 4. Viviana Griselda Guzmán 5. Aldo Ingolotti 6. Estela del Carmen Escobar 7. Rafael Alejandro Ceferino Navas 8. Delia Teresa del Carmen Galván 9. Jorge Román 10. Gladys Sara Alarcón 11. Ricardo Alberto Ramírez 12. Myrian Celeste Benítez León 13. Federico Torcuato Insausti 14. Fiama Soledad López 15. Fernando Gabriel Aranda   | 316                                    | 0,17                                   |                                        | 9/15                                   | 186.362                                | 56,91                                  | 9/15                                   |
| Unidad Ciudadana | Partido Justicialista                  | 1. Agustín Samaniego 2. Azucena del Valle Santillán 3. Rodrigo Emmanuel Vera 4. Viviana Griselda Guzmán 5. Aldo Ingolotti 6. Estela del Carmen Escobar 7. Rafael Alejandro Ceferino Navas 8. Delia Teresa del Carmen Galván 9. Jorge Román 10. Gladys Sara Alarcón 11. Ricardo Alberto Ramírez 12. Myrian Celeste Benítez León 13. Federico Torcuato Insausti 14. Fiama Soledad López 15. Fernando Gabriel Aranda   | 228                                    | 0,12                                   |                                        | 9/15                                   | 186.362                                | 56,91                                  | 9/15                                   |
| Identidad Ciudadana | Partido Justicialista                  | 1. Agustín Samaniego 2. Azucena del Valle Santillán 3. Rodrigo Emmanuel Vera 4. Viviana Griselda Guzmán 5. Aldo Ingolotti 6. Estela del Carmen Escobar 7. Rafael Alejandro Ceferino Navas 8. Delia Teresa del Carmen Galván 9. Jorge Román 10. Gladys Sara Alarcón 11. Ricardo Alberto Ramírez 12. Myrian Celeste Benítez León 13. Federico Torcuato Insausti 14. Fiama Soledad López 15. Fernando Gabriel Aranda   | 125                                    | 0,07                                   |                                        | 9/15                                   | 186.362                                | 56,91                                  | 9/15                                   |
| Moves | Partido Justicialista                  | 1. Agustín Samaniego 2. Azucena del Valle Santillán 3. Rodrigo Emmanuel Vera 4. Viviana Griselda Guzmán 5. Aldo Ingolotti 6. Estela del Carmen Escobar 7. Rafael Alejandro Ceferino Navas 8. Delia Teresa del Carmen Galván 9. Jorge Román 10. Gladys Sara Alarcón 11. Ricardo Alberto Ramírez 12. Myrian Celeste Benítez León 13. Federico Torcuato Insausti 14. Fiama Soledad López 15. Fernando Gabriel Aranda   | 105                                    | 0,06                                   |                                        | 9/15                                   | 186.362                                | 56,91                                  | 9/15                                   |
| | Frente Amplio Formoseño                | Ver candidatos: 1. Ana Gabriela Neme 2. Miguel Alfredo Montoya 3. Agostina Villaggi 4. Adrián Floro Bogado 5. Carla Silvina Zaiser 6. Enrique Eduardo Ramírez 7. Verónica Alejandra Basques 8. Esteban Rubén Servin 9. Natalia Elizabeth Alario 10. Gustavo Cecilio Vera Páez 11. Marcela Elizabeth Fernández 12. René López 13. Adriana Dolores Fernández 14. Lucas Aurelio Bobadilla 15. Claudia Viviana González | Libres                                 | 26.090                                 | 19,84                                  | 6/15                                   | 131.492                                | 40,16                                  | 6/15                                   |
| Propuesta Republicana | Frente Amplio Formoseño                | Ver candidatos: 1. Ana Gabriela Neme 2. Miguel Alfredo Montoya 3. Agostina Villaggi 4. Adrián Floro Bogado 5. Carla Silvina Zaiser 6. Enrique Eduardo Ramírez 7. Verónica Alejandra Basques 8. Esteban Rubén Servin 9. Natalia Elizabeth Alario 10. Gustavo Cecilio Vera Páez 11. Marcela Elizabeth Fernández 12. René López 13. Adriana Dolores Fernández 14. Lucas Aurelio Bobadilla 15. Claudia Viviana González | 17.478                                 | 13,29                                  |                                        | 6/15                                   | 131.492                                | 40,16                                  | 6/15                                   |
| Alianza Juntos Somos Más | Frente Amplio Formoseño                | Ver candidatos: 1. Ana Gabriela Neme 2. Miguel Alfredo Montoya 3. Agostina Villaggi 4. Adrián Floro Bogado 5. Carla Silvina Zaiser 6. Enrique Eduardo Ramírez 7. Verónica Alejandra Basques 8. Esteban Rubén Servin 9. Natalia Elizabeth Alario 10. Gustavo Cecilio Vera Páez 11. Marcela Elizabeth Fernández 12. René López 13. Adriana Dolores Fernández 14. Lucas Aurelio Bobadilla 15. Claudia Viviana González | 17.412                                 | 13,24                                  |                                        | 6/15                                   | 131.492                                | 40,16                                  | 6/15                                   |
| Animate a Ser Libre | Frente Amplio Formoseño                | Ver candidatos: 1. Ana Gabriela Neme 2. Miguel Alfredo Montoya 3. Agostina Villaggi 4. Adrián Floro Bogado 5. Carla Silvina Zaiser 6. Enrique Eduardo Ramírez 7. Verónica Alejandra Basques 8. Esteban Rubén Servin 9. Natalia Elizabeth Alario 10. Gustavo Cecilio Vera Páez 11. Marcela Elizabeth Fernández 12. René López 13. Adriana Dolores Fernández 14. Lucas Aurelio Bobadilla 15. Claudia Viviana González | 14.969                                 | 11,38                                  |                                        | 6/15                                   | 131.492                                | 40,16                                  | 6/15                                   |
| Evolución Radical | Frente Amplio Formoseño                | Ver candidatos: 1. Ana Gabriela Neme 2. Miguel Alfredo Montoya 3. Agostina Villaggi 4. Adrián Floro Bogado 5. Carla Silvina Zaiser 6. Enrique Eduardo Ramírez 7. Verónica Alejandra Basques 8. Esteban Rubén Servin 9. Natalia Elizabeth Alario 10. Gustavo Cecilio Vera Páez 11. Marcela Elizabeth Fernández 12. René López 13. Adriana Dolores Fernández 14. Lucas Aurelio Bobadilla 15. Claudia Viviana González | 11.822                                 | 8,99                                   |                                        | 6/15                                   | 131.492                                | 40,16                                  | 6/15                                   |
| Formosa Unida | Frente Amplio Formoseño                | Ver candidatos: 1. Ana Gabriela Neme 2. Miguel Alfredo Montoya 3. Agostina Villaggi 4. Adrián Floro Bogado 5. Carla Silvina Zaiser 6. Enrique Eduardo Ramírez 7. Verónica Alejandra Basques 8. Esteban Rubén Servin 9. Natalia Elizabeth Alario 10. Gustavo Cecilio Vera Páez 11. Marcela Elizabeth Fernández 12. René López 13. Adriana Dolores Fernández 14. Lucas Aurelio Bobadilla 15. Claudia Viviana González | 11.166                                 | 8,49                                   |                                        | 6/15                                   | 131.492                                | 40,16                                  | 6/15                                   |
| Pensando Formosa | Frente Amplio Formoseño                | Ver candidatos: 1. Ana Gabriela Neme 2. Miguel Alfredo Montoya 3. Agostina Villaggi 4. Adrián Floro Bogado 5. Carla Silvina Zaiser 6. Enrique Eduardo Ramírez 7. Verónica Alejandra Basques 8. Esteban Rubén Servin 9. Natalia Elizabeth Alario 10. Gustavo Cecilio Vera Páez 11. Marcela Elizabeth Fernández 12. René López 13. Adriana Dolores Fernández 14. Lucas Aurelio Bobadilla 15. Claudia Viviana González | 7.111                                  | 5,41                                   |                                        | 6/15                                   | 131.492                                | 40,16                                  | 6/15                                   |
| Elegí Futuro | Frente Amplio Formoseño                | Ver candidatos: 1. Ana Gabriela Neme 2. Miguel Alfredo Montoya 3. Agostina Villaggi 4. Adrián Floro Bogado 5. Carla Silvina Zaiser 6. Enrique Eduardo Ramírez 7. Verónica Alejandra Basques 8. Esteban Rubén Servin 9. Natalia Elizabeth Alario 10. Gustavo Cecilio Vera Páez 11. Marcela Elizabeth Fernández 12. René López 13. Adriana Dolores Fernández 14. Lucas Aurelio Bobadilla 15. Claudia Viviana González | 6.227                                  | 4,74                                   |                                        | 6/15                                   | 131.492                                | 40,16                                  | 6/15                                   |
| Unidad | Frente Amplio Formoseño                | Ver candidatos: 1. Ana Gabriela Neme 2. Miguel Alfredo Montoya 3. Agostina Villaggi 4. Adrián Floro Bogado 5. Carla Silvina Zaiser 6. Enrique Eduardo Ramírez 7. Verónica Alejandra Basques 8. Esteban Rubén Servin 9. Natalia Elizabeth Alario 10. Gustavo Cecilio Vera Páez 11. Marcela Elizabeth Fernández 12. René López 13. Adriana Dolores Fernández 14. Lucas Aurelio Bobadilla 15. Claudia Viviana González | 4.958                                  | 3,77                                   |                                        | 6/15                                   | 131.492                                | 40,16                                  | 6/15                                   |
| Movimiento de Integración y Desarrollo | Frente Amplio Formoseño                | Ver candidatos: 1. Ana Gabriela Neme 2. Miguel Alfredo Montoya 3. Agostina Villaggi 4. Adrián Floro Bogado 5. Carla Silvina Zaiser 6. Enrique Eduardo Ramírez 7. Verónica Alejandra Basques 8. Esteban Rubén Servin 9. Natalia Elizabeth Alario 10. Gustavo Cecilio Vera Páez 11. Marcela Elizabeth Fernández 12. René López 13. Adriana Dolores Fernández 14. Lucas Aurelio Bobadilla 15. Claudia Viviana González | 2.635                                  | 2,00                                   |                                        | 6/15                                   | 131.492                                | 40,16                                  | 6/15                                   |
| Total | Frente Amplio Formoseño                | Ver candidatos: 1. Ana Gabriela Neme 2. Miguel Alfredo Montoya 3. Agostina Villaggi 4. Adrián Floro Bogado 5. Carla Silvina Zaiser 6. Enrique Eduardo Ramírez 7. Verónica Alejandra Basques 8. Esteban Rubén Servin 9. Natalia Elizabeth Alario 10. Gustavo Cecilio Vera Páez 11. Marcela Elizabeth Fernández 12. René López 13. Adriana Dolores Fernández 14. Lucas Aurelio Bobadilla 15. Claudia Viviana González | 119.868                                | 91,16                                  |                                        | 6/15                                   | 131.492                                | 40,16                                  | 6/15                                   |
| Ver candidatos: 1. José Gerardo Piñeiro 2. Cinthya Carolina Amarilla 3. Silvio Raúl Silva 4. Inés Emiliana Galán 5. Cándido Hernández 6. Vilma del Rosario Ramírez 7. Wilfrido Recalde 8. María Julia Francia 9. Lucas Isaac Falcón 10. Carola Soledad Recalde 11. Miguel Milcíades Báez 12. Elsa Nélida Dambra 13. Emilio Enrique Sandobal 14. Cristina Prieto 15. Daniel Alejandro Sosa                                     | Frente Amplio Formoseño                | Renovación | 5.102                                  | 3,88                                   | —                                      |                                        | 131.492                                | 40,16                                  | 6/15                                   |
| Ver candidatos: 1. José Francisco Blasich 2. Rosa María de Jesús González Bareiro 3. Timoteo Carabajal 4. María Gladis Bobadilla 5. Patrocinio Bobadilla 6. Mabel Mendoza 7. Rogelio Marcel Feldmann 8. Janina Soledad Maidana 9. Rito Roque Rossetti 10. Nélida del Carmen Camargo 11. Epifanio Noceda 12. María Magdalena Portillo 13. Ernesto Agustín Bonifacio 14. Norma Balbina Cáceres 15. José Alberto Boggiano        | Frente Amplio Formoseño                | Unión Alfonsinista - UAL | 2.316                                  | 1,76                                   | —                                      |                                        | 131.492                                | 40,16                                  | 6/15                                   |
| Ver candidatos: 1. José Francisco Blasich 2. Rosa María de Jesús González Bareiro 3. Timoteo Carabajal 4. María Gladis Bobadilla 5. Patrocinio Bobadilla 6. Mabel Mendoza 7. Rogelio Marcel Feldmann 8. Janina Soledad Maidana 9. Rito Roque Rossetti 10. Nélida del Carmen Camargo 11. Epifanio Noceda 12. María Magdalena Portillo 13. Ernesto Agustín Bonifacio 14. Norma Balbina Cáceres 15. José Alberto Boggiano        | Frente Amplio Formoseño                | Nueva Alternativa para el Cambio | 1.939                                  | 1,47                                   | —                                      |                                        | 131.492                                | 40,16                                  | 6/15                                   |
| Ver candidatos: 1. José Francisco Blasich 2. Rosa María de Jesús González Bareiro 3. Timoteo Carabajal 4. María Gladis Bobadilla 5. Patrocinio Bobadilla 6. Mabel Mendoza 7. Rogelio Marcel Feldmann 8. Janina Soledad Maidana 9. Rito Roque Rossetti 10. Nélida del Carmen Camargo 11. Epifanio Noceda 12. María Magdalena Portillo 13. Ernesto Agustín Bonifacio 14. Norma Balbina Cáceres 15. José Alberto Boggiano        | Frente Amplio Formoseño                | Total | 4.255                                  | 3,24                                   | —                                      |                                        | 131.492                                | 40,16                                  | 6/15                                   |
| Ver candidatos: 1. Daniela Viviana Flachek Álvarez 2. Jorge Omar Saucedo 3. Noemí Beatriz Argañarás 4. Jonatan Sergio Fabián Fernández 5. Bienvenida Anyelén Paniagua 6. Héctor Valentín Vargas 7. Teresa Gil 8. Darío Benjamín Benítez 9. Silvia Alejandra Amarilla 10. Feliciano Fernández 11. Dionisia Báez 12. Osvaldo Ariel Román 13. Juana Antonia Cantero 14. Darío Ernesto Agonil 15. Abigail Alenka Albrecht Flachek | Frente Amplio Formoseño                | Formosa te Quiero Libre | 2.267                                  | 1,72                                   | —                                      |                                        | 131.492                                | 40,16                                  | 6/15                                   |
| | Movimiento Libres del Sur              | Ver candidatos: 1. Juan Domingo Zaragoza 2. Alicia Victoria Lucena 3. Jorge Borja 4. Nélida Cucharu 5. Walter Orlando Galarza 6. Graciela Beatriz Quintana 7. Alexander Andrés Bárcena 8. Natalia Villalba 9. Rito Inocencio Gómez 10. Ángela Natalia Dávalos 11. Silvio Leonardo González 12. Yivencia del Carmen Figueroa Galván 13. Héctor Daniel Galeano 14. Elba Secundina Martínez 15. Manuel Mendoza         | Unidad Formoseña                       | 1.898                                  | 28,47                                  | —                                      | 6.667                                  | 2,04                                   |                                        |
| Unión, Equidad y Progreso | Movimiento Libres del Sur              | Ver candidatos: 1. Juan Domingo Zaragoza 2. Alicia Victoria Lucena 3. Jorge Borja 4. Nélida Cucharu 5. Walter Orlando Galarza 6. Graciela Beatriz Quintana 7. Alexander Andrés Bárcena 8. Natalia Villalba 9. Rito Inocencio Gómez 10. Ángela Natalia Dávalos 11. Silvio Leonardo González 12. Yivencia del Carmen Figueroa Galván 13. Héctor Daniel Galeano 14. Elba Secundina Martínez 15. Manuel Mendoza         | 1.255                                  | 18,82                                  |                                        | —                                      | 6.667                                  | 2,04                                   |                                        |
| Total | Movimiento Libres del Sur              | Ver candidatos: 1. Juan Domingo Zaragoza 2. Alicia Victoria Lucena 3. Jorge Borja 4. Nélida Cucharu 5. Walter Orlando Galarza 6. Graciela Beatriz Quintana 7. Alexander Andrés Bárcena 8. Natalia Villalba 9. Rito Inocencio Gómez 10. Ángela Natalia Dávalos 11. Silvio Leonardo González 12. Yivencia del Carmen Figueroa Galván 13. Héctor Daniel Galeano 14. Elba Secundina Martínez 15. Manuel Mendoza         | 3.153                                  | 47,29                                  |                                        | —                                      | 6.667                                  | 2,04                                   |                                        |
| Ver candidatos: 1. Gervasio Antonio Nieva 2. Marcela Beatriz Molina 3. Cristian Gabriel Vera 4. Ana Belén Álvarez 5. Ebel Raúl Arsenio Díaz 6. Matilde Anahí Esther Delgado 7. Matías Ignacio González 8. Marisa Dolores Gutiérrez 9. Horacio Juan Carlos Torales 10. Lidia Esther Giménez 11. César Sánchez 12. Elena Luján Cáceres 13. César Ramón Báez Aguayo 14. Gabriela Romina Acosta 15. Gerardo David Benítez         | Movimiento Libres del Sur              | Libres del Sur | 705                                    | 10,57                                  | —                                      |                                        | 6.667                                  | 2,04                                   |                                        |
| Ver candidatos: 1. Gervasio Antonio Nieva 2. Marcela Beatriz Molina 3. Cristian Gabriel Vera 4. Ana Belén Álvarez 5. Ebel Raúl Arsenio Díaz 6. Matilde Anahí Esther Delgado 7. Matías Ignacio González 8. Marisa Dolores Gutiérrez 9. Horacio Juan Carlos Torales 10. Lidia Esther Giménez 11. César Sánchez 12. Elena Luján Cáceres 13. César Ramón Báez Aguayo 14. Gabriela Romina Acosta 15. Gerardo David Benítez         | Movimiento Libres del Sur              | Alianza Frente Estamos con Vos | 589                                    | 8,83                                   | —                                      |                                        | 6.667                                  | 2,04                                   |                                        |
| Ver candidatos: 1. Gervasio Antonio Nieva 2. Marcela Beatriz Molina 3. Cristian Gabriel Vera 4. Ana Belén Álvarez 5. Ebel Raúl Arsenio Díaz 6. Matilde Anahí Esther Delgado 7. Matías Ignacio González 8. Marisa Dolores Gutiérrez 9. Horacio Juan Carlos Torales 10. Lidia Esther Giménez 11. César Sánchez 12. Elena Luján Cáceres 13. César Ramón Báez Aguayo 14. Gabriela Romina Acosta 15. Gerardo David Benítez         | Movimiento Libres del Sur              | Construcción Colectiva | 545                                    | 8,17                                   | —                                      |                                        | 6.667                                  | 2,04                                   |                                        |
| Ver candidatos: 1. Gervasio Antonio Nieva 2. Marcela Beatriz Molina 3. Cristian Gabriel Vera 4. Ana Belén Álvarez 5. Ebel Raúl Arsenio Díaz 6. Matilde Anahí Esther Delgado 7. Matías Ignacio González 8. Marisa Dolores Gutiérrez 9. Horacio Juan Carlos Torales 10. Lidia Esther Giménez 11. César Sánchez 12. Elena Luján Cáceres 13. César Ramón Báez Aguayo 14. Gabriela Romina Acosta 15. Gerardo David Benítez         | Movimiento Libres del Sur              | Luz de Esperanza | 478                                    | 7,17                                   | —                                      |                                        | 6.667                                  | 2,04                                   |                                        |
| Ver candidatos: 1. Gervasio Antonio Nieva 2. Marcela Beatriz Molina 3. Cristian Gabriel Vera 4. Ana Belén Álvarez 5. Ebel Raúl Arsenio Díaz 6. Matilde Anahí Esther Delgado 7. Matías Ignacio González 8. Marisa Dolores Gutiérrez 9. Horacio Juan Carlos Torales 10. Lidia Esther Giménez 11. César Sánchez 12. Elena Luján Cáceres 13. César Ramón Báez Aguayo 14. Gabriela Romina Acosta 15. Gerardo David Benítez         | Movimiento Libres del Sur              | Solidaridad y Organización (SOL) | 246                                    | 3,69                                   | —                                      |                                        | 6.667                                  | 2,04                                   |                                        |
| Ver candidatos: 1. Gervasio Antonio Nieva 2. Marcela Beatriz Molina 3. Cristian Gabriel Vera 4. Ana Belén Álvarez 5. Ebel Raúl Arsenio Díaz 6. Matilde Anahí Esther Delgado 7. Matías Ignacio González 8. Marisa Dolores Gutiérrez 9. Horacio Juan Carlos Torales 10. Lidia Esther Giménez 11. César Sánchez 12. Elena Luján Cáceres 13. César Ramón Báez Aguayo 14. Gabriela Romina Acosta 15. Gerardo David Benítez         | Movimiento Libres del Sur              | Total | 2.563                                  | 38,44                                  | —                                      |                                        | 6.667                                  | 2,04                                   |                                        |
| Ver candidatos: 1. Roberto Darío Villalba 2. Carmen Vanesa Elizabet Rahn 3. Gastón Maximiliano Guillen 4. Myrian Soraida Graell 5. Lucas Adrián Morel 6. Elsa Fabiana Escobar 7. Héctor Daniel Ruiz Díaz 8. Paola Noemí Quintana 9. Matías Nicolás Romero 10. María Belén Zalazar 11. Rodrigo José Gómez 12. Natalia Vanessa Navarrete 13. Mariano Daniel Maidana 14. Carina Soledad Escajadilla 15. Enrico Luis Rodríguez    | Movimiento Libres del Sur              | Fuerza Renovadora | 683                                    | 10,24                                  | —                                      |                                        | 6.667                                  | 2,04                                   |                                        |
| Ver candidatos: 1. Hugo Antonio Camarichi 2. María Antonia González 3. Moisés Salomón Sánchez 4. María Estela Orue Ferreyra 5. Ricardo Gabriel González 6. Carmen Beatriz González 7. Omar Daniel Benítez 8. Espifania González 9. Pedro Francisco Casco 10. Silvia Carolina Reinoso 11. Jorge Omar Olmedo 12. Carmen Ramona Paniagua 13. Reinaldo Ernesto Munizt 14. Elba Ramona Miret 15. Raúl Jorge Rivas                  | Movimiento Libres del Sur              | Acuerdo Social | 268                                    | 4,02                                   | —                                      |                                        | 6.667                                  | 2,04                                   |                                        |
| | Partido Principios y Convicción        | Ver candidatos: 1. Víctor Daniel González 2. Marta Almada 3. Walter Luis Vega 4. Sifra Chemic 5. Ernesto Giménez 6. Adelina González 7. Toribio Quiroga 8. Dominga Soledad Piedrabuena 9. Ireneo Cherogoqui 10. Analía Elizabeth Piedrabuena 11. Ireneo Chascoso 12. Hilda Beatriz Ferrando 13. Rubén Omar Almirón 14. Myrian del Carmen Garcete 15. Germán Tomás Benítez                                           | Esperanza Formoseña                    | 690                                    | 42,41                                  | —                                      | 1.627                                  | 0,50                                   |                                        |
| Unidad de Bases | Partido Principios y Convicción        | Ver candidatos: 1. Víctor Daniel González 2. Marta Almada 3. Walter Luis Vega 4. Sifra Chemic 5. Ernesto Giménez 6. Adelina González 7. Toribio Quiroga 8. Dominga Soledad Piedrabuena 9. Ireneo Cherogoqui 10. Analía Elizabeth Piedrabuena 11. Ireneo Chascoso 12. Hilda Beatriz Ferrando 13. Rubén Omar Almirón 14. Myrian del Carmen Garcete 15. Germán Tomás Benítez                                           | 604                                    | 37,12                                  |                                        | —                                      | 1.627                                  | 0,50                                   |                                        |
| Formosa Confianza | Partido Principios y Convicción        | Ver candidatos: 1. Víctor Daniel González 2. Marta Almada 3. Walter Luis Vega 4. Sifra Chemic 5. Ernesto Giménez 6. Adelina González 7. Toribio Quiroga 8. Dominga Soledad Piedrabuena 9. Ireneo Cherogoqui 10. Analía Elizabeth Piedrabuena 11. Ireneo Chascoso 12. Hilda Beatriz Ferrando 13. Rubén Omar Almirón 14. Myrian del Carmen Garcete 15. Germán Tomás Benítez                                           | 333                                    | 20,47                                  |                                        | —                                      | 1.627                                  | 0,50                                   |                                        |
| | Partido Obrero                         | Ver candidatos: 1. Mariana Capra 2. Omar Giménez 3. Natalia Soledad Coronel 4. Cristian David Villasboa 5. Lourdes Sevin 6. Jorge Alcaraz 7. Ivana Nerea Arzamendia 8. Rafael Jorge Martínez 9. Antonio Ledesma Mariel 10. Diego Olmedo 11. Liliana Elizabeth Giménez 12. Rubén Ismael Parra 13. Tamara Oviedo 14. Ricardo Rojas 15. María Celeste Estigarribia                                                     | Partido Obrero                         | —                                      | —                                      | —                                      | 1.302                                  | 0,40                                   |                                        |
| Votos positivos | Votos positivos                        | Votos positivos | Votos positivos                        | Votos positivos                        | Votos positivos                        | Votos positivos                        | 327.450                                | 94,56                                  |                                        |
| Votos en blanco | Votos en blanco                        | Votos en blanco | Votos en blanco                        | Votos en blanco                        | Votos en blanco                        | Votos en blanco                        | 15.184                                 | 4,38                                   |                                        |
| Votos nulos | Votos nulos                            | Votos nulos | Votos nulos                            | Votos nulos                            | Votos nulos                            | Votos nulos                            | 3.662                                  | 1,06                                   |                                        |
| Participación | Participación                          | Participación | Participación                          | Participación                          | Participación                          | Participación                          | 346.296                                | 73,64                                  |                                        |
| Electores registrados | Electores registrados                  | Electores registrados | Electores registrados                  | Electores registrados                  | Electores registrados                  | Electores registrados                  | 470.247                                | 100                                    |                                        |
| Fuente: |                                        | |                                        |                                        |                                        |                                        |                                        |                                        |                                        |

## Jujuy
|  | 41,89 % |

|  | 13,53 % |

|  | 7,44 % |

|  | 7,27 % |

|  | 6,54 % |

|  | 5,30 % |

|  | 5,05 % |

|  | 3,00 % |

|  | 2,72 % |

|  | 2,40 % |

|  | 1,39 % |

|  | 1,32 % |

|  | 0,99 % |

|  | 0,66 % |

|  | 0,51 % |

|  | 91,68 % |

|  | 5,60 % |

|  | 2,72 % |

|  | 70,50 % |

|  | 100 % |

## La Rioja
| Departamento           | Diputados | A renovar |
| ---------------------- | --------- | --------- |
| Ángel V. Peñaloza      | 1         | —         |
| Arauco                 | 3         | —         |
| Belgrano               | 1         | —         |
| Capital                | 8         | 8         |
| Castro Barros          | 1         | 1         |
| Chamical               | 3         | —         |
| Chilecito              | 4         | —         |
| Facundo Quiroga        | 1         | 1         |
| Famatina               | 1         | —         |
| Felipe Varela          | 3         | 3         |
| Independencia          | 1         | —         |
| Lamadrid               | 1         | —         |
| Ocampo                 | 1         | —         |
| Rosario Vera Peñaloza  | 3         | 3         |
| San Blas de los Sauces | 1         | —         |
| San Martín             | 1         | —         |
| Sanagasta              | 1         | 1         |
| Vinchina               | 1         | 1         |
| Total                  | 36        | 18        |

|  | 39,44 % |

|  | 5,75 % |

|  | 0,89 % |

|  | 0,28 % |

|  | 46,35 % |

|  | 19,44 % |

|  | 0,96 % |

|  | 20,40 % |

|  | 9,48 % |

|  | 2,07 % |

|  | 11,55 % |

|  | 10,22 % |

|  | 2,99 % |

|  | 1,13 % |

|  | 1,05 % |

|  | 0,99 % |

|  | 0,87 % |

|  | 0,73 % |

|  | 0,70 % |

|  | 0,68 % |

|  | 0,67 % |

|  | 0,63 % |

|  | 0,61 % |

|  | 0,44 % |

|  | 0,01 % |

|  | 92,68 % |

|  | 4,80 % |

|  | 2,52 % |

|  | 76,41 % |

|  | 100 % |

### Resultados por departamentos
|  | 39,04 % |

|  | 22,29 % |

|  | 12,75 % |

|  | 11,83 % |

|  | 3,68 % |

|  | 2,37 % |

|  | 1,23 % |

|  | 1,20 % |

|  | 1,11 % |

|  | 1,09 % |

|  | 0,91 % |

|  | 0,87 % |

|  | 0,84 % |

|  | 0,79 % |

|  | 0,02 % |

|  | 92,23 % |

|  | 5,06 % |

|  | 2,70 % |

|  | 75,25 % |

|  | 100 % |

|  | 72,39 % |

|  | 16,07 % |

|  | 11,54 % |

|  | 94,08 % |

|  | 3,96 % |

|  | 1,96 % |

|  | 81,09 % |

|  | 100 % |

|  | 52,75 % |

|  | 40,97 % |

|  | 6,28 % |

|  | 0,00 % |

|  | 95,59 % |

|  | 3,36 % |

|  | 1,05 % |

|  | 83,58 % |

|  | 100 % |

|  | 43,32 % |

|  | 29,90 % |

|  | 14,63 % |

|  | 5,41 % |

|  | 3,41 % |

|  | 3,33 % |

|  | 93,89 % |

|  | 4,52 % |

|  | 1,59 % |

|  | 82,45 % |

|  | 100 % |

|  | 33,90 % |

|  | 19,90 % |

|  | 15,18 % |

|  | 12,47 % |

|  | 8,78 % |

|  | 5,68 % |

|  | 3,41 % |

|  | 0,69 % |

|  | 95,16 % |

|  | 2,42 % |

|  | 2,43 % |

|  | 75,70 % |

|  | 100 % |

|  | 67,53 % |

|  | 26,65 % |

|  | 5,81 % |

|  | 91,38 % |

|  | 7,32 % |

|  | 1,31 % |

|  | 82,39 % |

|  | 100 % |

|  | 55,09 % |

|  | 44,91 % |

|  | 96,48 % |

|  | 3,13 % |

|  | 0,39 % |

|  | 84,24 % |

|  | 100 % |

## Mendoza

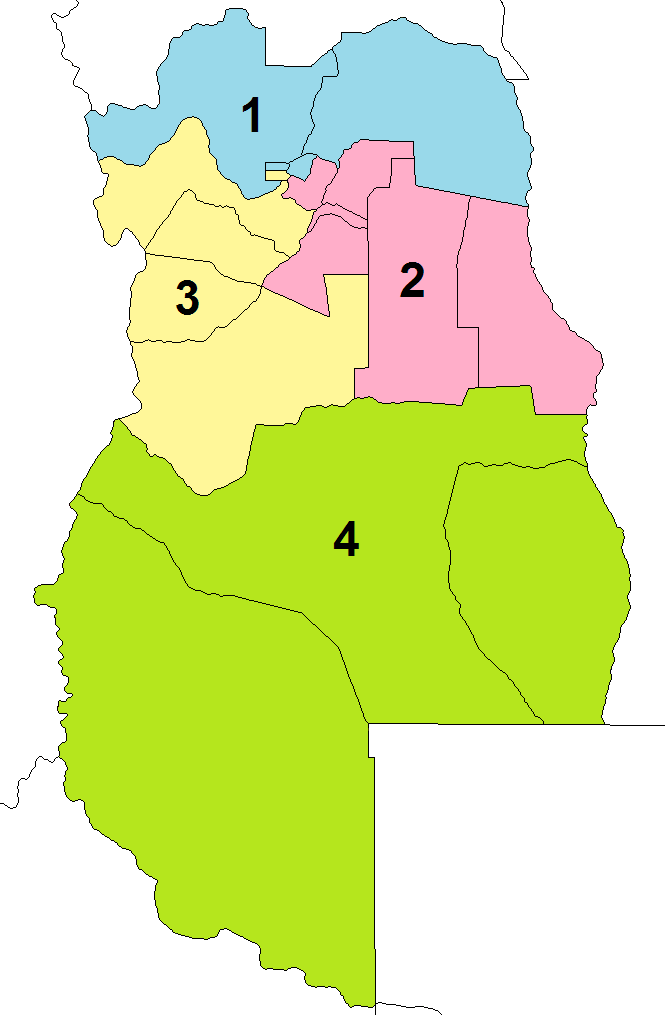
Secciones electorales de Mendoza:
1ª Sección
2ª Sección
3ª Sección
4.ª Sección

| Sección Electoral | Cámara de Diputados | Cámara de Diputados | Cámara de Senadores | Cámara de Senadores |
| Sección Electoral | Diputados           | A renovar           | Senadores           | A renovar           |
| ----------------- | ------------------- | ------------------- | ------------------- | ------------------- |
| 1                 | 16                  | 8                   | 12                  | 6                   |
| 2                 | 12                  | 6                   | 10                  | 5                   |
| 3                 | 10                  | 5                   | 8                   | 4                   |
| 4                 | 10                  | 5                   | 8                   | 4                   |
| Total             | 48                  | 24                  | 38                  | 19                  |

### Cámara de Diputados
|  | 48,62 % |

|  | 25,74 % |

|  | 8,33 % |

|  | 4,85 % |

|  | 4,32 % |

|  | 3,83 % |

|  | 2,64 % |

|  | 1,67 % |

|  | 91,73 % |

|  | 6,17 % |

|  | 2,10 % |

|  | 75,36 % |

|  | 100 % |

#### Resultados por sección electoral
|  | 50,18 % |

|  | 22,19 % |

|  | 8,64 % |

|  | 5,58 % |

|  | 4,35 % |

|  | 3,66 % |

|  | 2,77 % |

|  | 2,62 % |

|  | 94,59 % |

|  | 3,20 % |

|  | 2,21 % |

|  | 74,48 % |

|  | 100 % |

|  | 44,54 % |

|  | 29,84 % |

|  | 10,05 % |

|  | 4,60 % |

|  | 4,36 % |

|  | 3,80 % |

|  | 2,83 % |

|  | 91,99 % |

|  | 5,86 % |

|  | 2,15 % |

|  | 77,45 % |

|  | 100 % |

|  | 54,33 % |

|  | 22,35 % |

|  | 10,72 % |

|  | 5,03 % |

|  | 3,94 % |

|  | 3,63 % |

|  | 89,41 % |

|  | 8,62 % |

|  | 1,97 % |

|  | 76,00 % |

|  | 100 % |

|  | 41,42 % |

|  | 34,11 % |

|  | 11,90 % |

|  | 4,85 % |

|  | 4,69 % |

|  | 3,03 % |

|  | 88,11 % |

|  | 9,91 % |

|  | 1,98 % |

|  | 73,04 % |

|  | 100 % |

### Cámara de Senadores
|  | 48,72 % |

|  | 25,74 % |

|  | 8,30 % |

|  | 4,83 % |

|  | 4,32 % |

|  | 3,79 % |

|  | 2,64 % |

|  | 1,66 % |

|  | 91,82 % |

|  | 6,08 % |

|  | 2,10 % |

|  | 75,36 % |

|  | 100 % |

#### Resultados por sección electoral
|  | 50,15 % |

|  | 22,34 % |

|  | 8,59 % |

|  | 5,54 % |

|  | 4,34 % |

|  | 3,64 % |

|  | 2,81 % |

|  | 2,60 % |

|  | 94,72 % |

|  | 3,07 % |

|  | 2,21 % |

|  | 74,48 % |

|  | 100 % |

|  | 44,77 % |

|  | 29,83 % |

|  | 9,99 % |

|  | 4,57 % |

|  | 4,35 % |

|  | 3,69 % |

|  | 2,80 % |

|  | 92,21 % |

|  | 5,65 % |

|  | 2,14 % |

|  | 77,45 % |

|  | 100 % |

|  | 54,38 % |

|  | 22,34 % |

|  | 10,72 % |

|  | 5,02 % |

|  | 3,94 % |

|  | 3,60 % |

|  | 89,47 % |

|  | 8,56 % |

|  | 1,97 % |

|  | 76,00 % |

|  | 100 % |

|  | 41,75 % |

|  | 33,79 % |

|  | 11,80 % |

|  | 4,94 % |

|  | 4,71 % |

|  | 3,01 % |

|  | 87,98 % |

|  | 10,05 % |

|  | 1,97 % |

|  | 73,04 % |

|  | 100 % |

## Misiones
|  | 46,74 % |

|  | 27,80 % |

|  | 14,26 % |

|  | 3,62 % |

|  | 1,84 % |

|  | 1,77 % |

|  | 1,46 % |

|  | 1,08 % |

|  | 0,96 % |

|  | 0,46 % |

|  | 92,70 % |

|  | 5,40 % |

|  | 1,91 % |

|  | 59,53 % |

|  | 100 % |

## Salta
| Departamento           | Cámara de Diputados | Cámara de Diputados | Cámara de Senadores | Cámara de Senadores | Convencionales |
| Departamento           | Diputados           | A renovar           | Senadores           | A renovar           | Convencionales |
| ---------------------- | ------------------- | ------------------- | ------------------- | ------------------- | -------------- |
| Anta                   | 3                   | 3                   | 1                   | —                   | 3              |
| Cachi                  | 1                   | 1                   | 1                   | 1                   | 1              |
| Cafayate               | 1                   | 1                   | 1                   | 1                   | 1              |
| Capital                | 19                  | 10                  | 1                   | 1                   | 19             |
| Cerrillos              | 2                   | —                   | 1                   | —                   | 2              |
| Chicoana               | 1                   | 1                   | 1                   | 1                   | 1              |
| General Güemes         | 2                   | —                   | 1                   | 1                   | 2              |
| General San Martín     | 6                   | 3                   | 1                   | —                   | 6              |
| Guachipas              | 1                   | —                   | 1                   | 1                   | 1              |
| Iruya                  | 1                   | 1                   | 1                   | —                   | 1              |
| La Caldera             | 1                   | —                   | 1                   | 1                   | 1              |
| La Candelaria          | 1                   | —                   | 1                   | —                   | 1              |
| La Poma                | 1                   | —                   | 1                   | 1                   | 1              |
| La Viña                | 1                   | —                   | 1                   | —                   | 1              |
| Los Andes              | 1                   | —                   | 1                   | 1                   | 1              |
| Metán                  | 3                   | 3                   | 1                   | —                   | 3              |
| Molinos                | 1                   | —                   | 1                   | 1                   | 1              |
| Orán                   | 6                   | 3                   | 1                   | —                   | 6              |
| Rivadavia              | 2                   | 2                   | 1                   | —                   | 2              |
| Rosario de la Frontera | 2                   | 2                   | 1                   | —                   | 2              |
| Rosario de Lerma       | 2                   | —                   | 1                   | 1                   | 2              |
| San Carlos             | 1                   | —                   | 1                   | 1                   | 1              |
| Santa Victoria         | 1                   | —                   | 1                   | —                   | 1              |
| Total                  | 60                  | 30                  | 23                  | 12                  | 60             |

### Convención Constituyente
|  | 18,96 % |

|  | 1,72 % |

|  | 1,15 % |

|  | 0,79 % |

|  | 0,53 % |

|  | 0,14 % |

|  | 0,06 % |

|  | 23,36 % |

|  | 19,31 % |

|  | 1,37 % |

|  | 0,39 % |

|  | 0,07 % |

|  | 21,14 % |

|  | 11,73 % |

|  | 8,00 % |

|  | 19,73 % |

|  | 13,78 % |

|  | 0,03 % |

|  | 13,80 % |

|  | 6,49 % |

|  | 3,77 % |

|  | 10,26 % |

|  | 6,49 % |

|  | 2,73 % |

|  | 2,49 % |

|  | 89,54 % |

|  | 10,45 % |

|  | 0,01 % |

|  | 60,19 % |

|  | 100 % |

#### Resultados por departamento
|  | 30,70 % |

|  | 20,89 % |

|  | 12,53 % |

|  | 9,24 % |

|  | 9,08 % |

|  | 5,51 % |

|  | 3,71 % |

|  | 3,68 % |

|  | 3,46 % |

|  | 1,21 % |

|  | 95,25 % |

|  | 4,75 % |

|  | 0,00 % |

|  | 50,30 % |

|  | 100 % |

|  | 37,05 % |

|  | 31,01 % |

|  | 25,52 % |

|  | 6,41 % |

|  | 96,03 % |

|  | 3,97 % |

|  | 0,00 % |

|  | 70,75 % |

|  | 100 % |

|  | 25,81 % |

|  | 20,28 % |

|  | 16,59 % |

|  | 13,70 % |

|  | 10,86 % |

|  | 5,78 % |

|  | 5,72 % |

|  | 1,25 % |

|  | 93,30 % |

|  | 6,69 % |

|  | 0,01 % |

|  | 70,60 % |

|  | 100 % |

|  | 31,78 % |

|  | 16,48 % |

|  | 10,51 % |

|  | 9,69 % |

|  | 7,15 % |

|  | 6,48 % |

|  | 6,46 % |

|  | 5,08 % |

|  | 3,48 % |

|  | 2,88 % |

|  | 86,04 % |

|  | 13,95 % |

|  | 0,01 % |

|  | 64,10 % |

|  | 100 % |

|  | 34,00 % |

|  | 29,38 % |

|  | 10,01 % |

|  | 9,76 % |

|  | 8,02 % |

|  | 4,43 % |

|  | 4,38 % |

|  | 89,87 % |

|  | 10,11 % |

|  | 0,02 % |

|  | 66,61 % |

|  | 100 % |

|  | 42,57 % |

|  | 32,85 % |

|  | 11,51 % |

|  | 6,86 % |

|  | 6,22 % |

|  | 93,71 % |

|  | 6,29 % |

|  | 0,00 % |

|  | 72,95 % |

|  | 100 % |

|  | 29,92 % |

|  | 19,11 % |

|  | 17,54 % |

|  | 8,26 % |

|  | 7,22 % |

|  | 6,51 % |

|  | 5,96 % |

|  | 3,20 % |

|  | 2,29 % |

|  | 91,04 % |

|  | 8,95 % |

|  | 0,00 % |

|  | 63,61 % |

|  | 100 % |

|  | 31,88 % |

|  | 27,69 % |

|  | 17,53 % |

|  | 5,40 % |

|  | 5,23 % |

|  | 5,21 % |

|  | 2,60 % |

|  | 2,36 % |

|  | 2,10 % |

|  | 91,38 % |

|  | 8,60 % |

|  | 0,02 % |

|  | 52,79 % |

|  | 100 % |

|  | 48,01 % |

|  | 28,25 % |

|  | 23,74 % |

|  | 97,30 % |

|  | 2,70 % |

|  | 0,00 % |

|  | 76,18 % |

|  | 100 % |

|  | 46,33 % |

|  | 42,95 % |

|  | 6,23 % |

|  | 4,49 % |

|  | 97,49 % |

|  | 2,51 % |

|  | 0,00 % |

|  | 69,96 % |

|  | 100 % |

|  | 37,70 % |

|  | 31,56 % |

|  | 18,88 % |

|  | 5,36 % |

|  | 4,09 % |

|  | 3,43 % |

|  | 91,95 % |

|  | 8,05 % |

|  | 0,00 % |

|  | 68,27 % |

|  | 100 % |

|  | 43,94 % |

|  | 22,99 % |

|  | 11,70 % |

|  | 6,68 % |

|  | 5,85 % |

|  | 4,53 % |

|  | 4,32 % |

|  | 94,81 % |

|  | 5,19 % |

|  | 0,00 % |

|  | 70,97 % |

|  | 100 % |

|  | 33,65 % |

|  | 32,88 % |

|  | 30,47 % |

|  | 3,00 % |

|  | 96,44 % |

|  | 3,56 % |

|  | 0,00 % |

|  | 82,40 % |

|  | 100 % |

|  | 60,65 % |

|  | 18,64 % |

|  | 14,12 % |

|  | 6,59 % |

|  | 95,38 % |

|  | 4,62 % |

|  | 0,00 % |

|  | 100 % |

|  | 38,72 % |

|  | 37,40 % |

|  | 19,78 % |

|  | 4,11 % |

|  | 95,91 % |

|  | 4,09 % |

|  | 0,00 % |

|  | 100 % |

|  | 33,66 % |

|  | 19,77 % |

|  | 11,77 % |

|  | 9,34 % |

|  | 9,24 % |

|  | 5,79 % |

|  | 4,41 % |

|  | 1,79 % |

|  | 1,55 % |

|  | 1,54 % |

|  | 1,15 % |

|  | 91,19 % |

|  | 8,81 % |

|  | 0,01 % |

|  | 100 % |

|  | 61,74 % |

|  | 38,26 % |

|  | 96,33 % |

|  | 3,67 % |

|  | 0,00 % |

|  | 100 % |

|  | 26,22 % |

|  | 16,32 % |

|  | 14,87 % |

|  | 12,96 % |

|  | 10,90 % |

|  | 9,82 % |

|  | 5,22 % |

|  | 3,68 % |

|  | 91,50 % |

|  | 8,50 % |

|  | 0,01 % |

|  | 100 % |

|  | 37,09 % |

|  | 30,61 % |

|  | 18,93 % |

|  | 9,09 % |

|  | 4,29 % |

|  | 95,97 % |

|  | 4,01 % |

|  | 0,01 % |

|  | 100 % |

|  | 29,60 % |

|  | 29,16 % |

|  | 22,04 % |

|  | 5,93 % |

|  | 5,10 % |

|  | 4,69 % |

|  | 1,99 % |

|  | 1,48 % |

|  | 93,88 % |

|  | 6,11 % |

|  | 0,01 % |

|  | 100 % |

|  | 21,09 % |

|  | 19,31 % |

|  | 17,48 % |

|  | 14,12 % |

|  | 13,01 % |

|  | 4,82 % |

|  | 3,68 % |

|  | 3,35 % |

|  | 3,14 % |

|  | 90,48 % |

|  | 9,50 % |

|  | 0,01 % |

|  | 100 % |

|  | 61,39 % |

|  | 24,66 % |

|  | 8,87 % |

|  | 5,08 % |

|  | 95,48 % |

|  | 4,52 % |

|  | 0,00 % |

|  | 100 % |

|  | 100 % |

|  | 93,04 % |

|  | 6,96 % |

|  | 0,00 % |

|  | 100 % |

### Cámara de Diputados
|  | 12,24 % |

|  | 3,66 % |

|  | 3,64 % |

|  | 1,83 % |

|  | 1,59 % |

|  | 0,62 % |

|  | 0,23 % |

|  | 23,81 % |

|  | 11,44 % |

|  | 5,12 % |

|  | 3,60 % |

|  | 0,39 % |

|  | 20,56 % |

|  | 11,12 % |

|  | 7,21 % |

|  | 18,33 % |

|  | 11,12 % |

|  | 0,01 % |

|  | 11,13 % |

|  | 10,41 % |

|  | 6,73 % |

|  | 3,42 % |

|  | 10,15 % |

|  | 2,91 % |

|  | 2,70 % |

|  | 90,50 % |

|  | 9,49 % |

|  | 0,01 % |

|  | 59,03 % |

|  | 100 % |

#### Resultados por departamento
|  | 29,84 % |

|  | 20,90 % |

|  | 11,94 % |

|  | 9,50 % |

|  | 7,59 % |

|  | 6,26 % |

|  | 4,53 % |

|  | 4,51 % |

|  | 4,07 % |

|  | 0,85 % |

|  | 96,19 % |

|  | 3,81 % |

|  | 0,00 % |

|  | 50,30 % |

|  | 100 % |

|  | 33,28 % |

|  | 31,23 % |

|  | 27,64 % |

|  | 7,86 % |

|  | 96,19 % |

|  | 3,81 % |

|  | 0,00 % |

|  | 70,75 % |

|  | 100 % |

|  | 37,53 % |

|  | 16,97 % |

|  | 15,72 % |

|  | 9,76 % |

|  | 7,16 % |

|  | 5,78 % |

|  | 4,70 % |

|  | 2,39 % |

|  | 95,66 % |

|  | 4,33 % |

|  | 0,01 % |

|  | 70,59 % |

|  | 100 % |

|  | 20,51 % |

|  | 14,22 % |

|  | 13,97 % |

|  | 7,14 % |

|  | 6,75 % |

|  | 6,49 % |

|  | 6,21 % |

|  | 6,02 % |

|  | 5,48 % |

|  | 4,66 % |

|  | 3,44 % |

|  | 3,13 % |

|  | 1,98 % |

|  | 87,90 % |

|  | 12,08 % |

|  | 0,01 % |

|  | 64,11 % |

|  | 100 % |

|  | 43,37 % |

|  | 37,78 % |

|  | 7,81 % |

|  | 7,09 % |

|  | 3,95 % |

|  | 94,63 % |

|  | 5,37 % |

|  | 0,00 % |

|  | 72,97 % |

|  | 100 % |

|  | 29,33 % |

|  | 24,78 % |

|  | 21,61 % |

|  | 6,94 % |

|  | 5,54 % |

|  | 4,96 % |

|  | 2,80 % |

|  | 2,21 % |

|  | 1,83 % |

|  | 91,72 % |

|  | 8,27 % |

|  | 0,02 % |

|  | 52,79 % |

|  | 100 % |

|  | 40,91 % |

|  | 30,95 % |

|  | 22,37 % |

|  | 4,54 % |

|  | 1,23 % |

|  | 98,58 % |

|  | 1,42 % |

|  | 0,00 % |

|  | 69,96 % |

|  | 100 % |

|  | 31,70 % |

|  | 14,45 % |

|  | 14,07 % |

|  | 11,32 % |

|  | 10,09 % |

|  | 6,75 % |

|  | 6,16 % |

|  | 1,70 % |

|  | 1,43 % |

|  | 1,38 % |

|  | 0,94 % |

|  | 92,46 % |

|  | 7,54 % |

|  | 0,01 % |

|  | 54,33 % |

|  | 100 % |

|  | 18,99 % |

|  | 17,80 % |

|  | 15,48 % |

|  | 14,26 % |

|  | 13,93 % |

|  | 12,56 % |

|  | 5,01 % |

|  | 1,98 % |

|  | 92,88 % |

|  | 7,12 % |

|  | 0,01 % |

|  | 50,03 % |

|  | 100 % |

|  | 35,56 % |

|  | 30,40 % |

|  | 21,54 % |

|  | 8,76 % |

|  | 3,74 % |

|  | 96,62 % |

|  | 3,36 % |

|  | 0,01 % |

|  | 48,44 % |

|  | 100 % |

|  | 32,31 % |

|  | 27,73 % |

|  | 21,33 % |

|  | 7,13 % |

|  | 4,55 % |

|  | 4,34 % |

|  | 1,51 % |

|  | 1,10 % |

|  | 95,67 % |

|  | 4,32 % |

|  | 0,01 % |

|  | 59,47 % |

|  | 100 % |

### Cámara de Senadores
|  | 26,48 % |

|  | 2,17 % |

|  | 1,62 % |

|  | 0,38 % |

|  | 0,13 % |

|  | 30,78 % |

|  | 15,52 % |

|  | 6,14 % |

|  | 21,66 % |

|  | 13,87 % |

|  | 1,82 % |

|  | 1,66 % |

|  | 0,33 % |

|  | 0,13 % |

|  | 17,82 % |

|  | 10,78 % |

|  | 5,08 % |

|  | 2,35 % |

|  | 7,43 % |

|  | 5,66 % |

|  | 3,46 % |

|  | 2,41 % |

|  | 58,33 % |

|  | 6,76 % |

|  | 0,01 % |

|  | 65,10 % |

|  | 100 % |

#### Resultados por departamento
|  | 33,90 % |

|  | 30,48 % |

|  | 26,69 % |

|  | 8,94 % |

|  | 97,18 % |

|  | 2,82 % |

|  | 0,00 % |

|  | 70,75 % |

|  | 100 % |

|  | 47,14 % |

|  | 14,96 % |

|  | 11,39 % |

|  | 10,11 % |

|  | 7,91 % |

|  | 2,95 % |

|  | 2,78 % |

|  | 2,77 % |

|  | 94,59 % |

|  | 5,40 % |

|  | 0,01 % |

|  | 70,59 % |

|  | 100 % |

|  | 32,17 % |

|  | 17,48 % |

|  | 11,87 % |

|  | 9,17 % |

|  | 7,43 % |

|  | 6,41 % |

|  | 4,74 % |

|  | 4,68 % |

|  | 3,20 % |

|  | 2,86 % |

|  | 87,69 % |

|  | 12,30 % |

|  | 0,01 % |

|  | 64,11 % |

|  | 100 % |

|  | 43,58 % |

|  | 31,54 % |

|  | 12,78 % |

|  | 6,36 % |

|  | 5,74 % |

|  | 94,60 % |

|  | 5,40 % |

|  | 0,00 % |

|  | 72,96 % |

|  | 100 % |

|  | 30,55 % |

|  | 23,43 % |

|  | 16,90 % |

|  | 14,86 % |

|  | 4,26 % |

|  | 3,00 % |

|  | 2,92 % |

|  | 1,67 % |

|  | 1,54 % |

|  | 0,86 % |

|  | 95,36 % |

|  | 4,63 % |

|  | 0,00 % |

|  | 63,61 % |

|  | 100 % |

|  | 44,95 % |

|  | 32,55 % |

|  | 22,50 % |

|  | 98,03 % |

|  | 1,97 % |

|  | 0,00 % |

|  | 76,18 % |

|  | 100 % |

|  | 43,35 % |

|  | 27,11 % |

|  | 19,21 % |

|  | 4,42 % |

|  | 3,10 % |

|  | 2,82 % |

|  | 92,99 % |

|  | 7,01 % |

|  | 0,00 % |

|  | 68,27 % |

|  | 100 % |

|  | 38,87 % |

|  | 29,09 % |

|  | 28,41 % |

|  | 3,63 % |

|  | 98,18 % |

|  | 1,82 % |

|  | 0,00 % |

|  | 82,40 % |

|  | 100 % |

|  | 40,98 % |

|  | 35,12 % |

|  | 18,87 % |

|  | 5,04 % |

|  | 96,04 % |

|  | 3,96 % |

|  | 0,00 % |

|  | 65,42 % |

|  | 100 % |

|  | 64,27 % |

|  | 35,73 % |

|  | 96,65 % |

|  | 3,35 % |

|  | 0,00 % |

|  | 70,85 % |

|  | 100 % |

|  | 22,61 % |

|  | 19,81 % |

|  | 19,68 % |

|  | 19,61 % |

|  | 7,11 % |

|  | 4,68 % |

|  | 3,66 % |

|  | 1,83 % |

|  | 1,02 % |

|  | 93,49 % |

|  | 6,50 % |

|  | 0,01 % |

|  | 67,34 % |

|  | 100 % |

|  | 44,33 % |

|  | 28,02 % |

|  | 21,14 % |

|  | 3,98 % |

|  | 2,53 % |

|  | 96,84 % |

|  | 3,16 % |

|  | 0,00 % |

|  | 67,53 % |

|  | 100 % |

## San Luis
| Departamento              | Cámara de Diputados | Cámara de Diputados | Cámara de Diputados | Cámara de Senadores | Cámara de Senadores |
| Departamento              | Diputados           | A renovar           | Mandato             | Senadores           | A renovar           |
| ------------------------- | ------------------- | ------------------- | ------------------- | ------------------- | ------------------- |
| Ayacucho                  | 4                   | —                   | —                   | 1                   | 1                   |
| Belgrano                  | 3                   | 3                   | 2021-2025           | 1                   | 1                   |
| Chacabuco                 | 4                   | —                   | —                   | 1                   | —                   |
| Coronel Pringles          | 3                   | 3                   | 2021-2025           | 1                   | —                   |
| General Pedernera         | 10                  | —                   | —                   | 1                   | 1                   |
| General San Martín        | 3                   | 1                   | 2021-2023           | 1                   | 1                   |
| Gobernador Dupuy          | 3                   | 3                   | 2021-2025           | 1                   | —                   |
| Junín                     | 3                   | 3                   | 2021-2025           | 1                   | —                   |
| Juan Martín de Pueyrredón | 10                  | 10                  | 2021-2025           | 1                   | —                   |
| Total                     | 43                  | 23                  |                     | 9                   | 4                   |

### Cámara de Diputados
|  | 43,96 % |

|  | 40,16 % |

|  | 6,48 % |

|  | 2,62 % |

|  | 1,62 % |

|  | 1,52 % |

|  | 1,42 % |

|  | 1,18 % |

|  | 0,55 % |

|  | 0,49 % |

|  | 91,84 % |

|  | 6,34 % |

|  | 1,82 % |

|  | 77,50 % |

|  | 100 % |

#### Resultados por departamento
|  | 48,13 % |

|  | 26,36 % |

|  | 21,43 % |

|  | 2,16 % |

|  | 0,98 % |

|  | 0,94 % |

|  | 89,27 % |

|  | 9,70 % |

|  | 1,02 % |

|  | 87,71 % |

|  | 100 % |

|  | 43,36 % |

|  | 30,22 % |

|  | 12,79 % |

|  | 6,23 % |

|  | 4,58 % |

|  | 1,69 % |

|  | 1,12 % |

|  | 90,09 % |

|  | 7,49 % |

|  | 2,42 % |

|  | 80,64 % |

|  | 100 % |

|  | 53,43 % |

|  | 24,44 % |

|  | 9,97 % |

|  | 7,03 % |

|  | 4,57 % |

|  | 0,57 % |

|  | 91,16 % |

|  | 6,90 % |

|  | 1,94 % |

|  | 78,84 % |

|  | 100 % |

|  | 39,13 % |

|  | 32,28 % |

|  | 16,34 % |

|  | 7,49 % |

|  | 2,28 % |

|  | 1,32 % |

|  | 1,14 % |

|  | 89,42 % |

|  | 8,31 % |

|  | 2,27 % |

|  | 73,19 % |

|  | 100 % |

|  | 44,10 % |

|  | 43,15 % |

|  | 4,52 % |

|  | 2,08 % |

|  | 1,73 % |

|  | 1,20 % |

|  | 1,14 % |

|  | 0,74 % |

|  | 0,71 % |

|  | 0,63 % |

|  | 92,42 % |

|  | 5,85 % |

|  | 1,73 % |

|  | 77,83 % |

|  | 100 % |

#### Complentarias
Elecciones complentarias en Las Lagunas, Departamento San Martín:
|  | 56,62 % |

|  | 43,01 % |

|  | 0,37 % |

|  | 95,77 % |

|  | 2,82 % |

|  | 1,41 % |

Total final en el Departamento San Martín:
|  | 62,07 % |

|  | 21,16 % |

|  | 16,68 % |

|  | 93,93 % |

|  | 5,24 % |

|  | 0,83 % |

### Cámara de Senadores
|  | 42,23 % |

|  | 40,99 % |

|  | 6,59 % |

|  | 4,57 % |

|  | 1,73 % |

|  | 1,27 % |

|  | 0,96 % |

|  | 0,86 % |

|  | 0,80 % |

|  | 90,48 % |

|  | 7,89 % |

|  | 1,63 % |

|  | 79,50 % |

|  | 100 % |

#### Resultados por departamento
|  | 56,33 % |

|  | 30,14 % |

|  | 6,32 % |

|  | 4,58 % |

|  | 1,88 % |

|  | 0,76 % |

|  | 82,15 % |

|  | 16,24 % |

|  | 1,62 % |

|  | 77,47 % |

|  | 100 % |

|  | 51,48 % |

|  | 25,27 % |

|  | 21,39 % |

|  | 0,96 % |

|  | 0,90 % |

|  | 90,84 % |

|  | 8,04 % |

|  | 1,11 % |

|  | 81,71 % |

|  | 100 % |

|  | 43,91 % |

|  | 38,91 % |

|  | 7,39 % |

|  | 4,69 % |

|  | 1,57 % |

|  | 1,55 % |

|  | 1,17 % |

|  | 0,82 % |

|  | 91,74 % |

|  | 6,58 % |

|  | 1,67 % |

|  | 79,60 % |

|  | 100 % |

|  | 66,47 % |

|  | 25,43 % |

|  | 6,00 % |

|  | 2,10 % |

|  | 91,13 % |

|  | 7,75 % |

|  | 1,12 % |

|  | 83,31 % |

|  | 100 % |